# Radiocommunication aéronautique

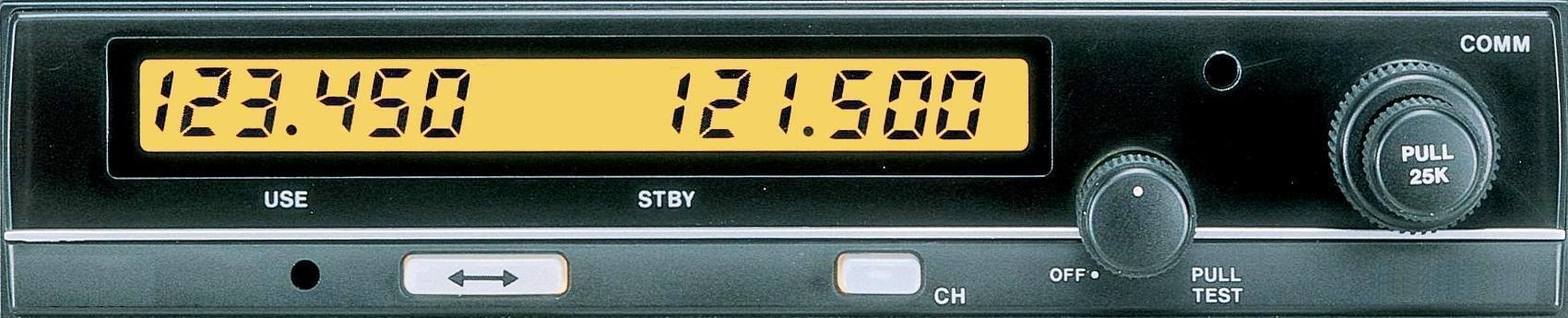
Un émetteur-récepteur d'un aéronef en vol au-dessus de l'Océan Atlantique Nord.

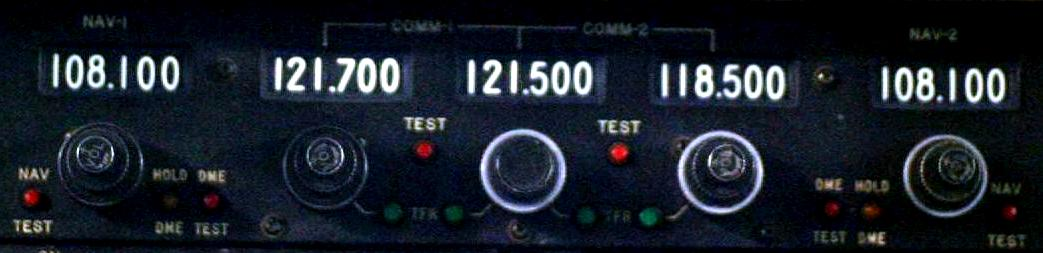
Émetteurs-récepteurs dans un cockpit

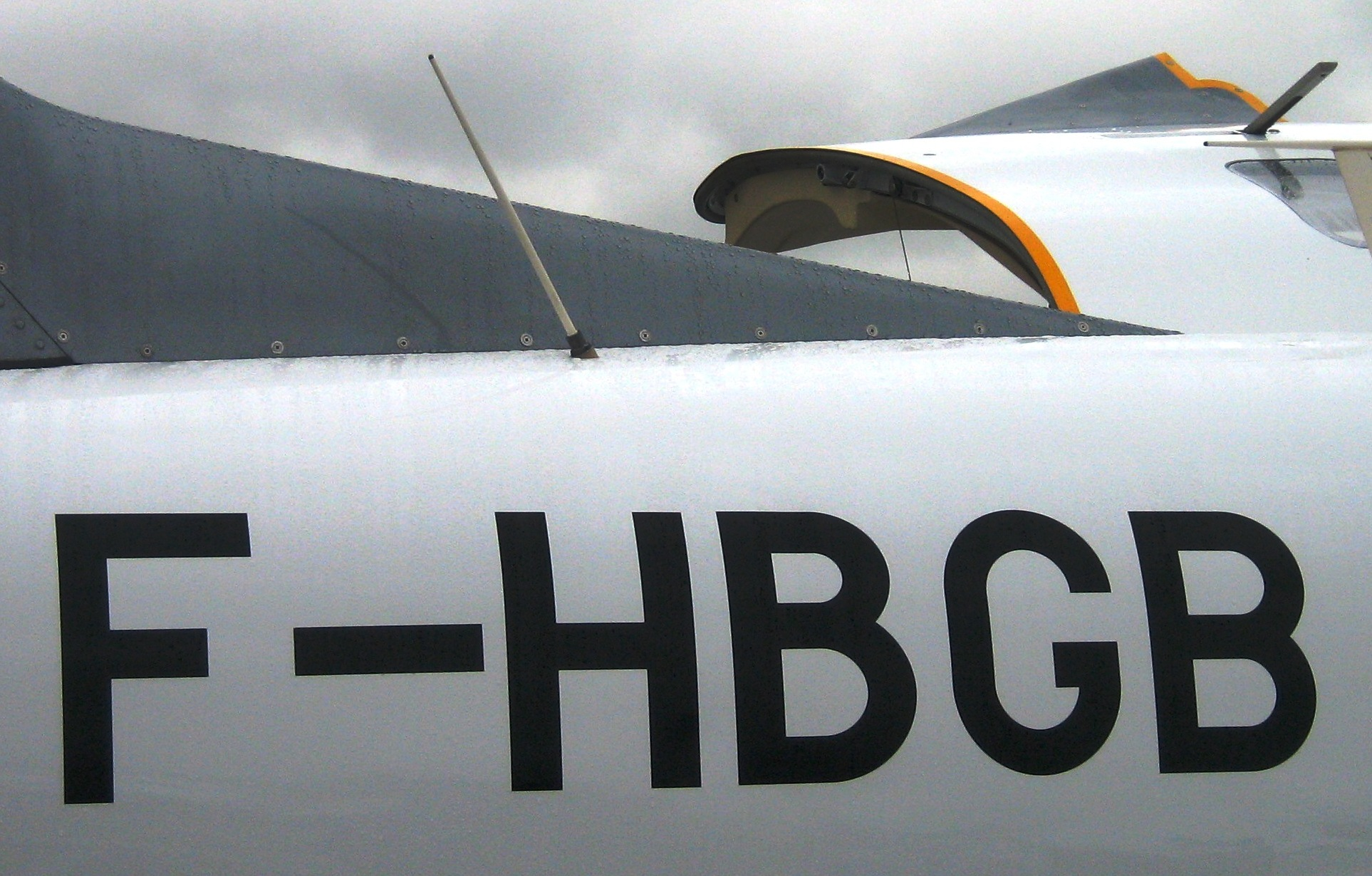
Antenne VHF 118 à 137 MHz et l'indicatif (radio) F-HBGB d'un aéronef français

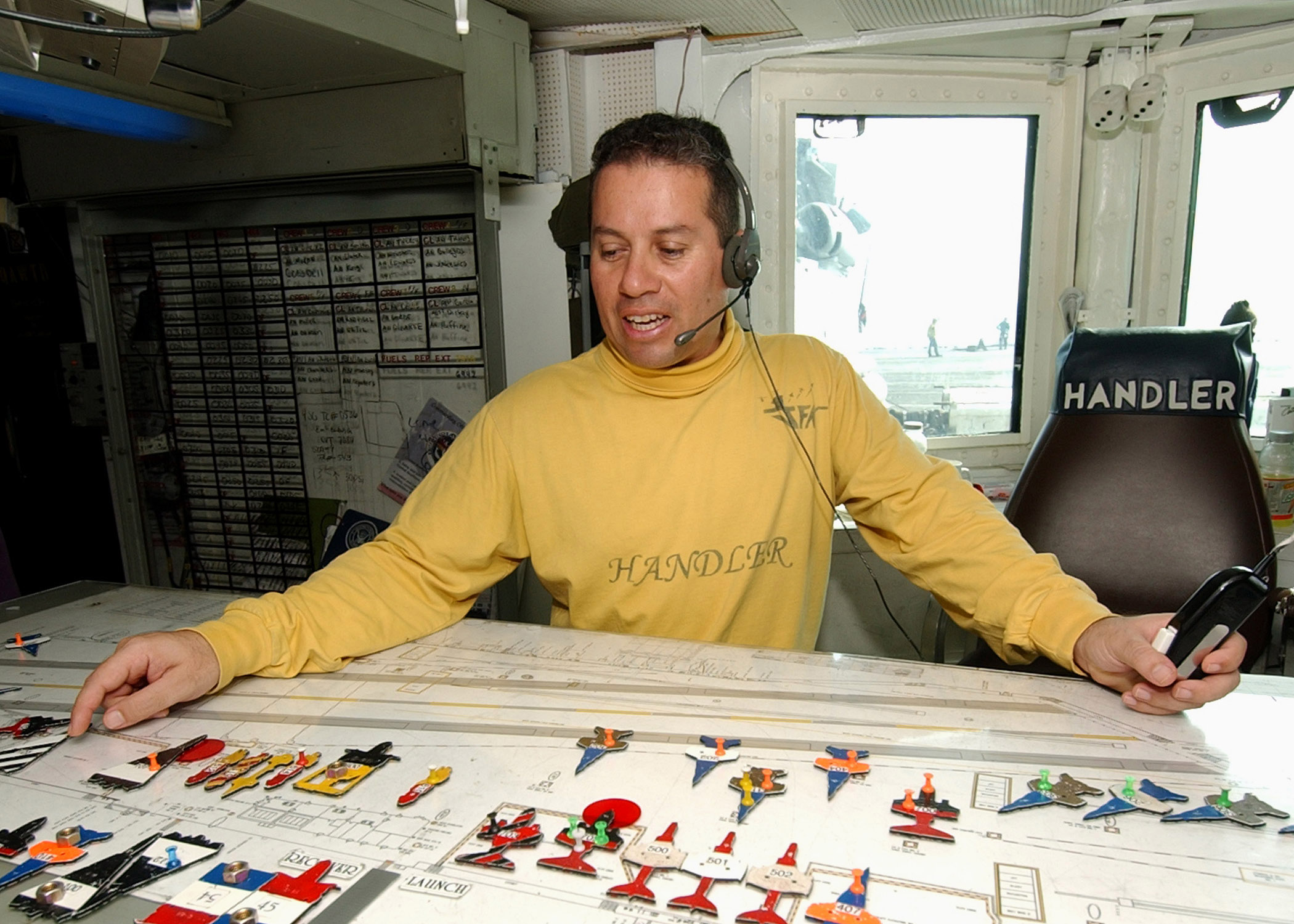
Radiocommunication de surface

Les radiocommunications aéronautiques sont dans des bandes de fréquences du spectre radioélectrique, réservée à l'aéronautique par des traités internationaux. Elles sont utilisées pour les communications entre les pilotes et le personnel des stations au sol. Elle permet de transmettre des clairances et des informations importantes pour la sécurité de la circulation aérienne et l'efficacité de la gestion du trafic aérien .

## Généralités

### Historique

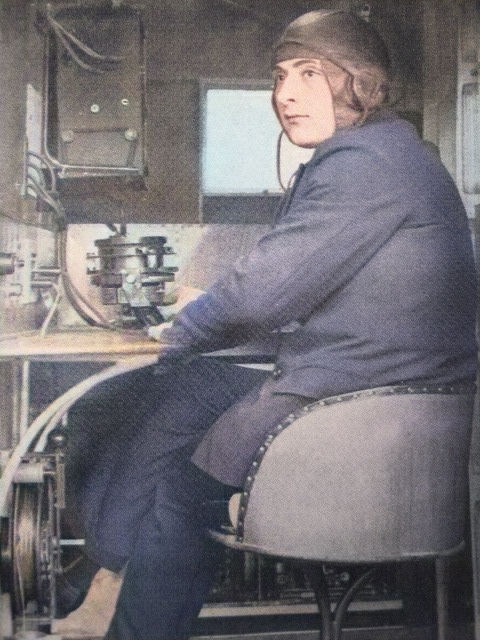
Radiotélégraphiste navigant. Proche du sol l'antenne pendante est rembobinée sur un touret à manivelle au pied du radiotélégraphiste. (Ballon dirigeable et Avion)

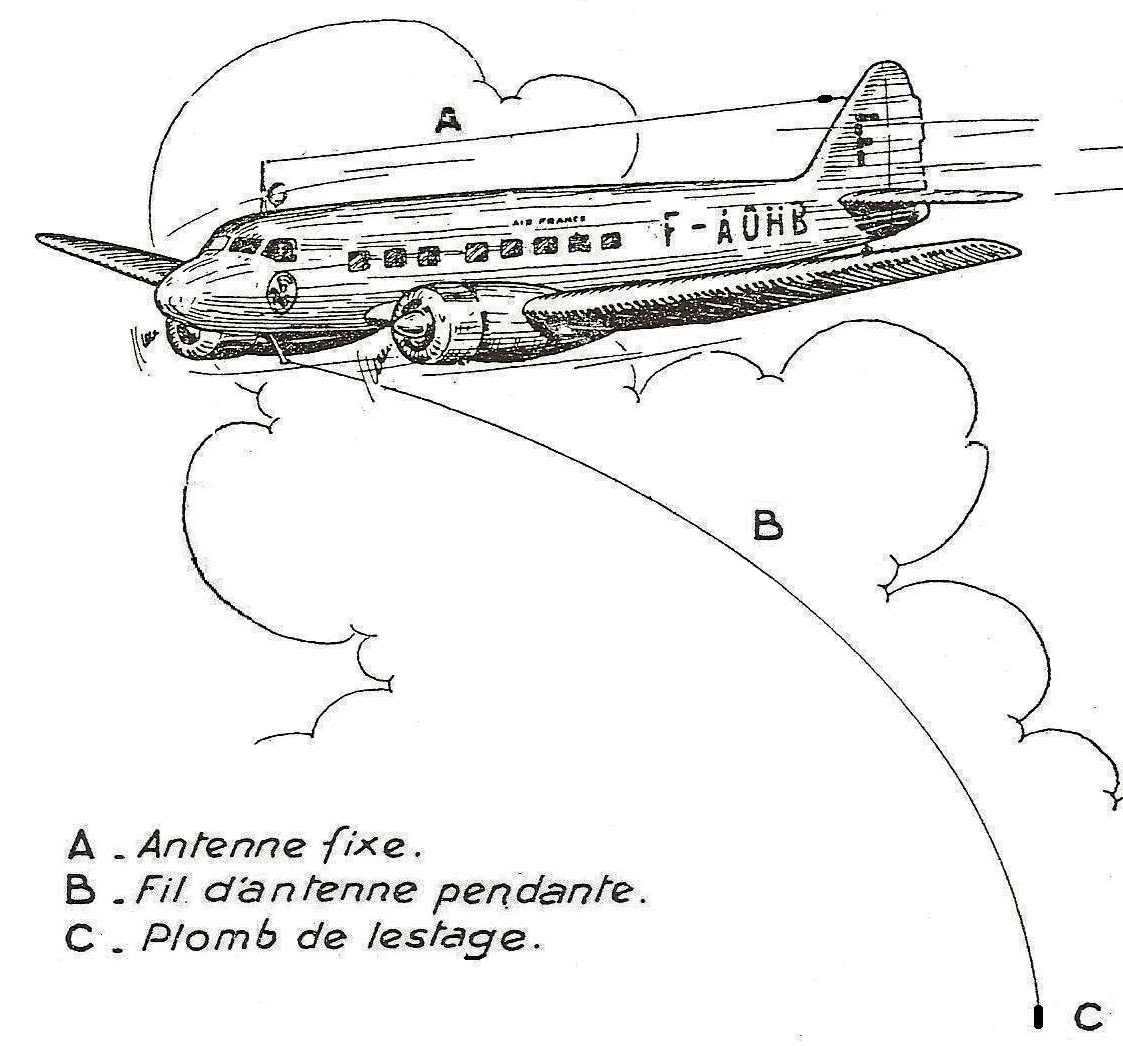
Antenne radioélectrique d'aéronef

Radiocommunication de contrôle vers 1936

- Les premières liaisons radios aéronautiques remontent au début du XXe siècle, à une époque où les ballons dirigeables et les avions communiquaient en radiotélégraphie par un opérateur radio-navigant d'aéronef dans la bande aéronautique des 900 mètres 325 kHz-345 kHz (appel des services aéronautiques 333 kHz), dans la bande marine des 600 mètres (500 kHz) et dans la bande de radiogoniométrie des 450 mètres. Ainsi, en vol, une antenne pendante longue de 120 mètres à 450 mètres était déroulée pour établir les communications radios sur ces longueurs d'onde. À l'extrémité de l'antenne pendante, un plomb de lestage portait l'indicatif radio de l'aéronef.
- 1927, Convention radiotélégraphique de Washington 1927
  - contrôle du trafic aéronautique dans la bande de 315 kHz à 350 kHz en radiotélégraphie avec la fréquence internationale de 333 kHz était pour l'appel des services aériens,
  - en partage avec les services fixes et mobiles: communications de surface des aérodromes et contrôle du trafic aéronautique entre 2,85 MHz à 3,5 MHz en radiotéléphonie AM,
  - contrôle du trafic aérien HF entre 4 MHz à 5,5 MHz puis radiocommunication entre les aéronefs entre 5,5 MHz à 5,7 MHz en radiotéléphonie et en radiotélégraphie,
  - quelques canaux HF entre 6,1 MHz à 23 MHz principalement en radiotélégraphie.
- Dès 1932, en France, études pour une bande aéronautique VHF.
- Dès 1935, début d'exploitation sur quelques canaux de la bande VHF entre 150 MHz à 157 MHz et dans la bande aéronautique entre 32,5 MHz à 40,5 MHz avec la fréquence d'urgence de 40,5 MHz [3].
- Tableau de recherches et d'usage expérimental de fréquences présenté en 1938 par les Amériques [4].
  - 108 MHz-112 MHz Fixes et Mobiles (Radiophares aéronautiques de position)
  - 112 MHz-118 MHz Radionavigation
  - 118 MHz-123 MHz Fixes et Mobiles
  - 123 MHz-126 MHz Radiophares aéronautiques directionnels Aéronautiques
  - 126 MHz-132 MHz Contrôle du trafic des aéroports
  - 132 MHz-156 MHz Fixes et Mobiles
- La bande aéronautique VHF mondiale est créée le 1er janvier 1949[5] : elle s'étend alors de 108 MHz à 132 MHz avec, pour la radiotéléphonie, 70 canaux espacés de 200 kHz, toutes les centaines de kilohertz impaires, par exemple : 118,1 MHz, 118,3 MHz, 118,5 MHz, 118,7 MHz, etc. 
 Puis, la bande aéronautique VHF est étendue avec 140 canaux espacés de 100 kHz. 
 La sous-bande allouée au système de radionavigation est comprise entre 108 MHz à 117,5 MHz.
- Dès 1959, la bande aéronautique VHF s'étend de 118 MHz à 136 MHz avec 180 canaux espacés de 100 kHz.
- Dès 1964, la bande aéronautique VHF s'étend de 118 MHz à 136 MHz avec 360 canaux espacés de 50 kHz.
- Dès 1974, la bande aéronautique VHF s'étend de 117,975 MHz à 136 MHz avec 720 canaux espacés de 25 kHz.
- Dès le 1er janvier 1990, la bande aéronautique VHF s'étend de 117,975 MHz à 137 MHz avec 760 canaux espacés de 25 kHz.
- Depuis 1998, la France a fermé le service aéronautique métropolitain en ondes courtes (Saint-Lys radio Service aéronautique 4 MHz à 22 MHz). Le service aéronautique  en ondes moyennes et en ondes courtes est conservé pour les départements d’outre-mer [6] , [7].
- Depuis 1998, la bande aéronautique VHF s'étend de 108 MHz à 137 MHz. La partie allouée à la radiotéléphonie est comprise entre 117,975 MHz et 137 MHz, avec des canaux espacés de 25 kHz en dessous du niveau 195 et de 8,33 kHz (soit: 25 kHz/3) au-delà [8],[9].
- Le 31 décembre 2018, tous les équipements radioélectrique entre 117,975 MHz et 137 MHz sont avec les canaux espacés de 8,333 kHz [10].

### Utilisations
Dans le monde
On distingue deux types de services mobiles aéronautiques régis par des procédures différentes : 
1. le service mobile aéronautique (R) (« en route dans des couloirs aériens ») réservé aux communications relatives à la sécurité et à la régularité des vols, principalement le long des routes nationales ou internationales de l'aviation civile[12] ;
2. le service mobile aéronautique (OR) (« hors des routes ») destiné à assurer les communications, y compris celles relatives à la coordination des vols, principalement hors des couloirs aériens[13] (vol acrobatique, parachutage...).

De plus, on distingue deux types de messages :
1. Les messages pré-enregistrés (ATIS) (VOLMET), qui sont diffusés en continu sur une fréquence particulière. Ils concernent la plupart du temps la météo et donnent les informations nécessaires au pilote (numéro de la piste à utiliser, etc.) ;
2. Les messages de communication entre un organisme de contrôle et un aéronef. Il s'agit en général d'instructions données à l'aéronef et appelées « clairances » (de l'anglais « to clear » - « autoriser »).

En France
Au-dessus de la France, de nombreux couloirs aériens en espace inférieur et en espace supérieur sont en service, avec des zones d'informations pour les vols hors de ces couloirs aériens. Les aérodromes ont des moyens radios d'approche sur sol et d'informations,.

### Radiotéléphonie
Les radiocommunications entre aéronefs et les stations au sol sont codifiées et réglementées dans le but d'éviter les erreurs d'interprétation. Elles sont concises, précises et font appel à une phraséologie conventionnelle. Elles se déroulent en général dans la langue du pays survolé ou en langue anglaise.
Les langues les plus utilisées en aéronautiques sont l'anglais, le français, le chinois, le russe, l'arabe, l'espagnol et l'indien. L'anglais reste la langue internationale officielle utilisée quand aucun membre d’équipage ne parle l’une des autres langues.
Chaque station est identifiée par un indicatif. Pour un aéronef, il correspond à l'un des types suivants :
- Les caractères de son immatriculation (exemple : « D-GNNX »),
- L'indicatif de l'exploitant suivi des quatre derniers caractères de son immatriculation (ex. : « Lufthansa GNNX »),
- L'indicatif de l'exploitant suivi de l'identifiant du vol (ex. : « Air France 001 »).

Pour une station au sol, il correspond au nom de l'emplacement suivi d'un suffixe indiquant le service rendu parmi les suivants : opérations, délivrance, trafic, sol, tour, approche, contrôle, radar, arrivée, départ, précision, gonio, information (ex. : « Orly radar »).
Ils doivent être le plus précis et concis possible (ex. : « Orly tour bonjour, Air France 562, établi ILS 26 »).
L’augmentation du trafic aérien entraîne celle du nombre des messages échangés entre les avions et le sol. La saturation ne pourra être évitée que par un changement de technologie : le transport aérien commercial utilise un système de transmission de messages écrits beaucoup plus rapide et fiable.

### Manœuvre d’une station radiotéléphonique
Pour manœuvrer une station radiotéléphonique dans les bandes aéronautiques, il est nécessaire de posséder un des certificats suivants :
- Les licences des navigants de l'aéronautique civile. Dans le cas d'une licence de pilote d'ULM, celle-ci doit comporter la mention d'aptitude à la radiotéléphonie ;
- L'agrément d'agent AFIS ;
- L'agrément de pompier d'aérodrome ;
- Le certificat d'exploitant hospitalier en télécommunications.

### Ordre de priorité dans les messages échangés

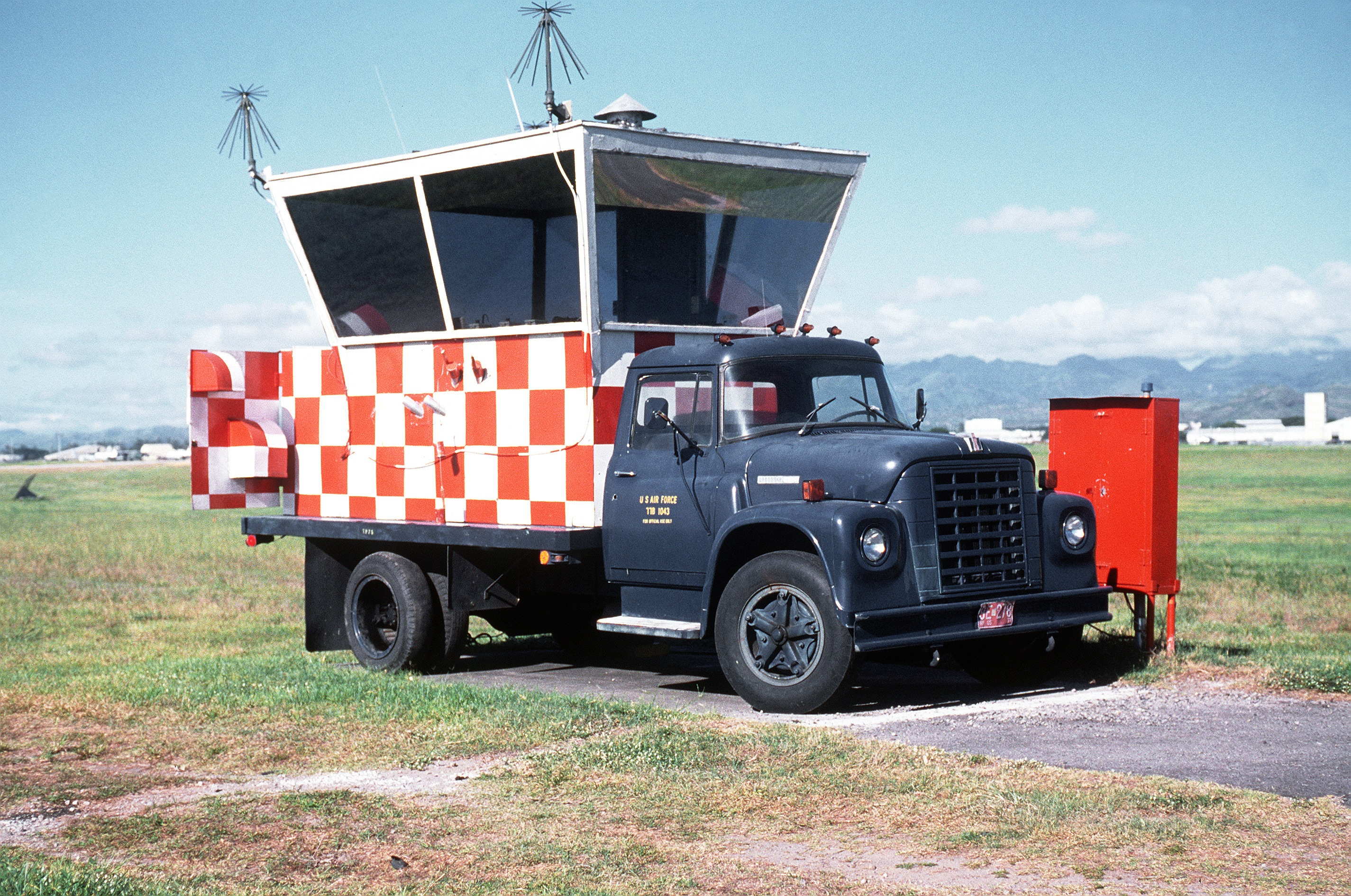
Tour de contrôle transportable avec antennes discônes pour VHF et UHF aéronautiques.

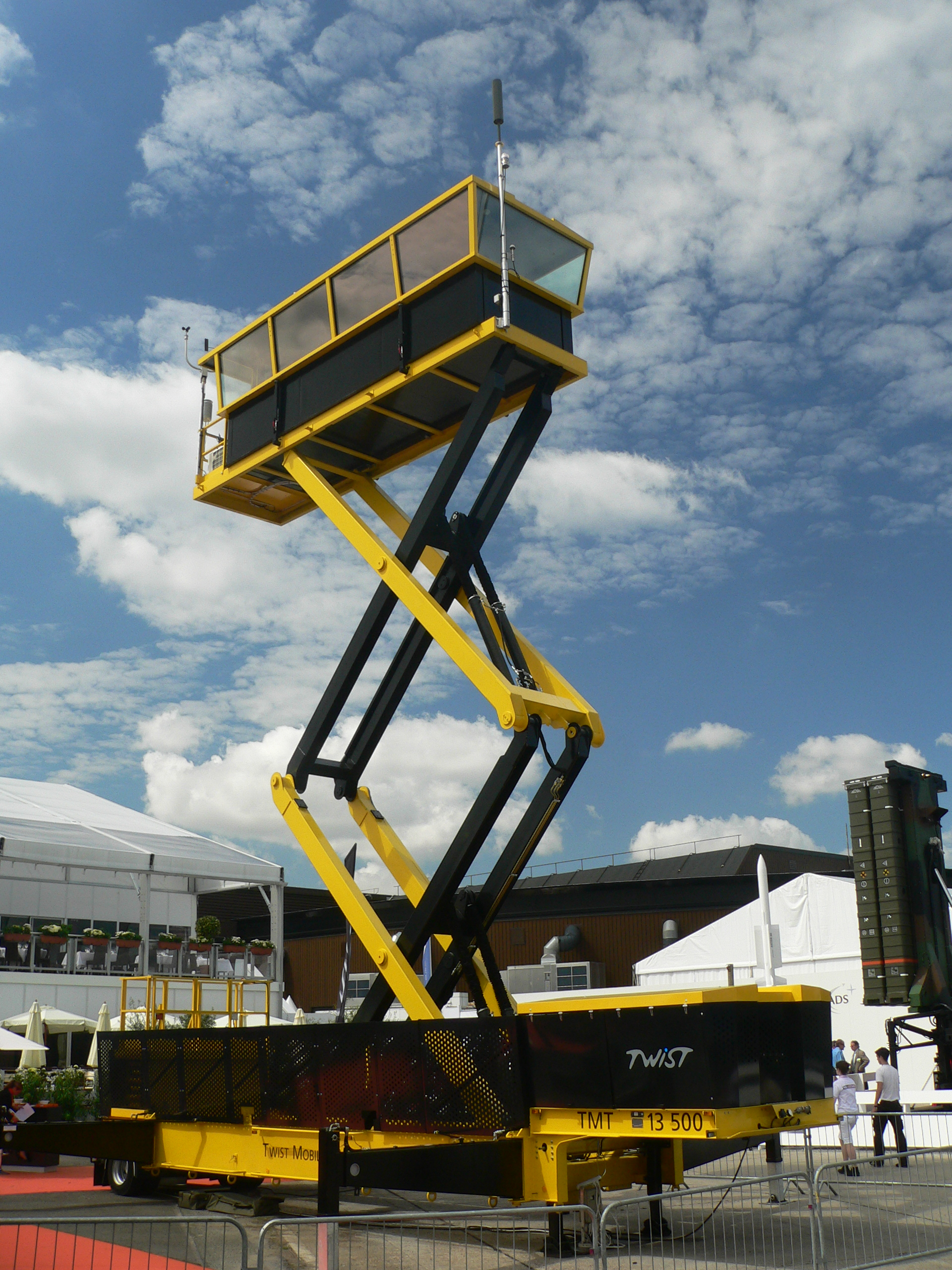
Tour de contrôle déployable sur le terrain.

Les messages ont une priorité en fonction de leur catégorie parmi les suivantes :
1. message de détresse (signal MAYDAY)[18] (sauf sur un message de détresse déjà en cours).
2. messages d'urgence (signal PAN PAN) (sauf sur un message de détresse ou sur un message d’urgence déjà en cours).
3. message de contrôle de la circulation aérienne (sauf sur un message déjà en cours).
4. message d'information de vol SIGMET (sauf sur un message déjà en cours).
5. message d'exploitants d'aéronefs et pilotes (sauf sur un message déjà en cours).
6. message de routine entre aéronefs (sauf sur un message déjà en cours).

Les messages depuis les premières liaisons radios aéronautiques remontaient au début du XXe siècle, à une époque où les ballons dirigeables et les avions communiquaient en radiotélégraphie.
Les messages avaient une priorité en fonction de leur catégorie parmi les suivantes :
1. message de détresse (signal SOS) (signal mayday),
2. messages d'urgence (signal XXX) (signal pan pan),
3. messages de radiogoniométrie,
4. messages intéressant la sécurité (signal TTT) (signal sécurité) ,
5. messages météorologiques,
6. messages intéressant la régularité des vols.

## Sous-bandes

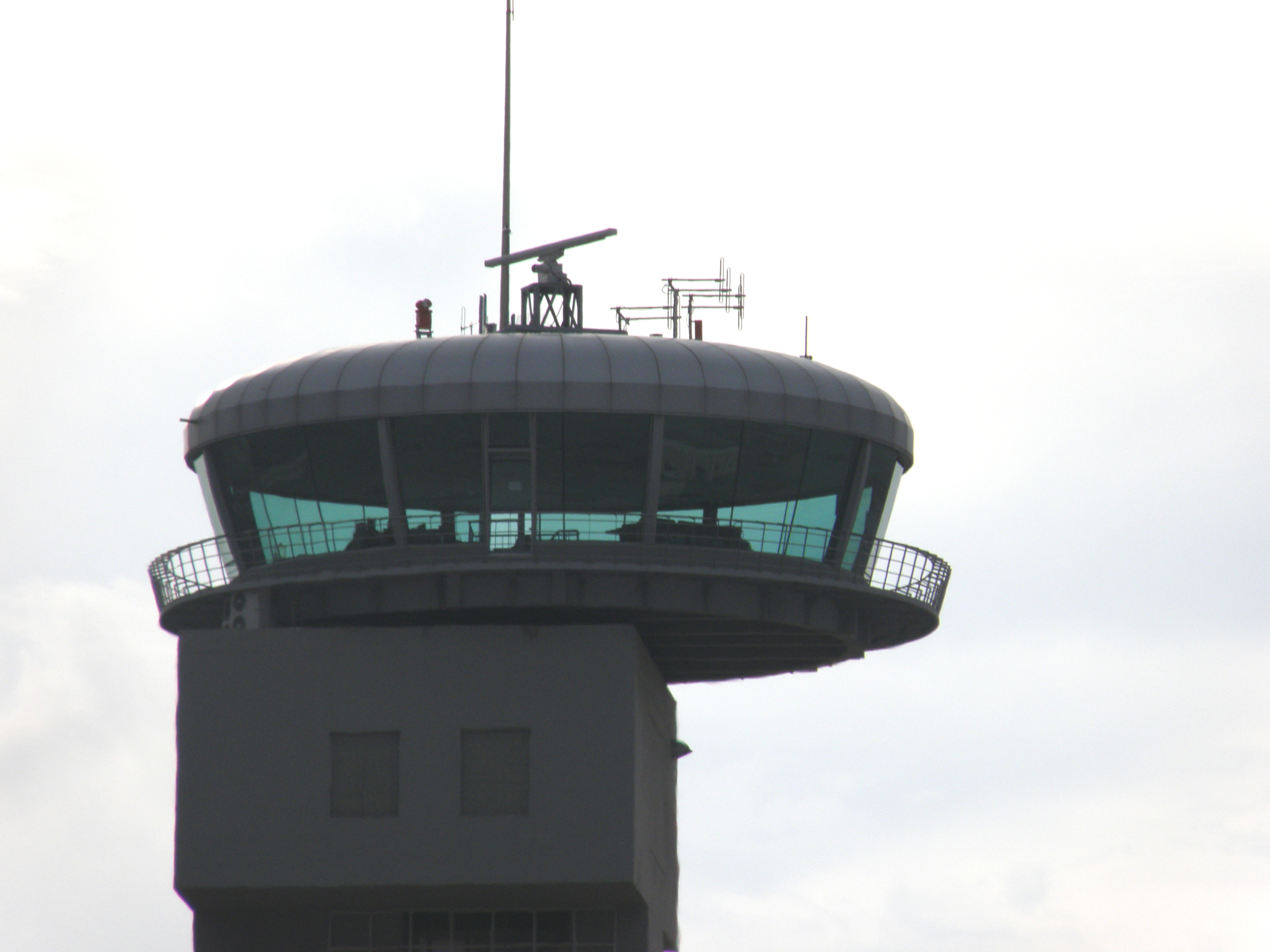
Radiocommunication de contrôle

La portée des ondes VHF et UHF étant quasi-optique, ces bandes sont utilisées pour les communications en radiotéléphonie à courte ou moyenne distance entre les aéronefs et les stations au sol et entre les aéronefs. Elle est également utilisée pour la radionavigation (balises pour la navigation en route, l'approche et l'aide à l'atterrissage).
La bande hectométrique en radiotéléphonique avec une centaine de canaux espacés de 3 kHz en bande latérale supérieure USB (J3E) dans la bande comprise entre 2 850 kHz et 3 155 kHz est utilisée (sans une parfaite couverture des stations VHF aéronautiques régionales au sol) pour les communications régionales inférieures à 600 km entre le personnel des stations au sol et les pilotes des aéronefs au-dessus des parties désertiques, des mers et des océans. Ainsi, les liaisons régionales font l'objet d'un contrôle aérien assuré par voix via des centres régionaux.
La bande décamétrique du service aéronautique est entre 3,4 MHz et 23,35 MHz en plusieurs sous bandes avec des canaux de 3 kHz en bande latérale supérieure USB (J3E). Ces dernières sont utilisées pour une portée d’exploitation mondiale par les avions moyens courriers et longs courriers,,,.
La France a fermé le service aéronautique en route en ondes décamétriques et les centres en route en (ondes hectométrique), en 1998.
Le service aéronautique France d'outre-mer fonctionne en HF (ondes décamétriques) et MF (ondes hectométrique).

### Sous-bande hectométrique

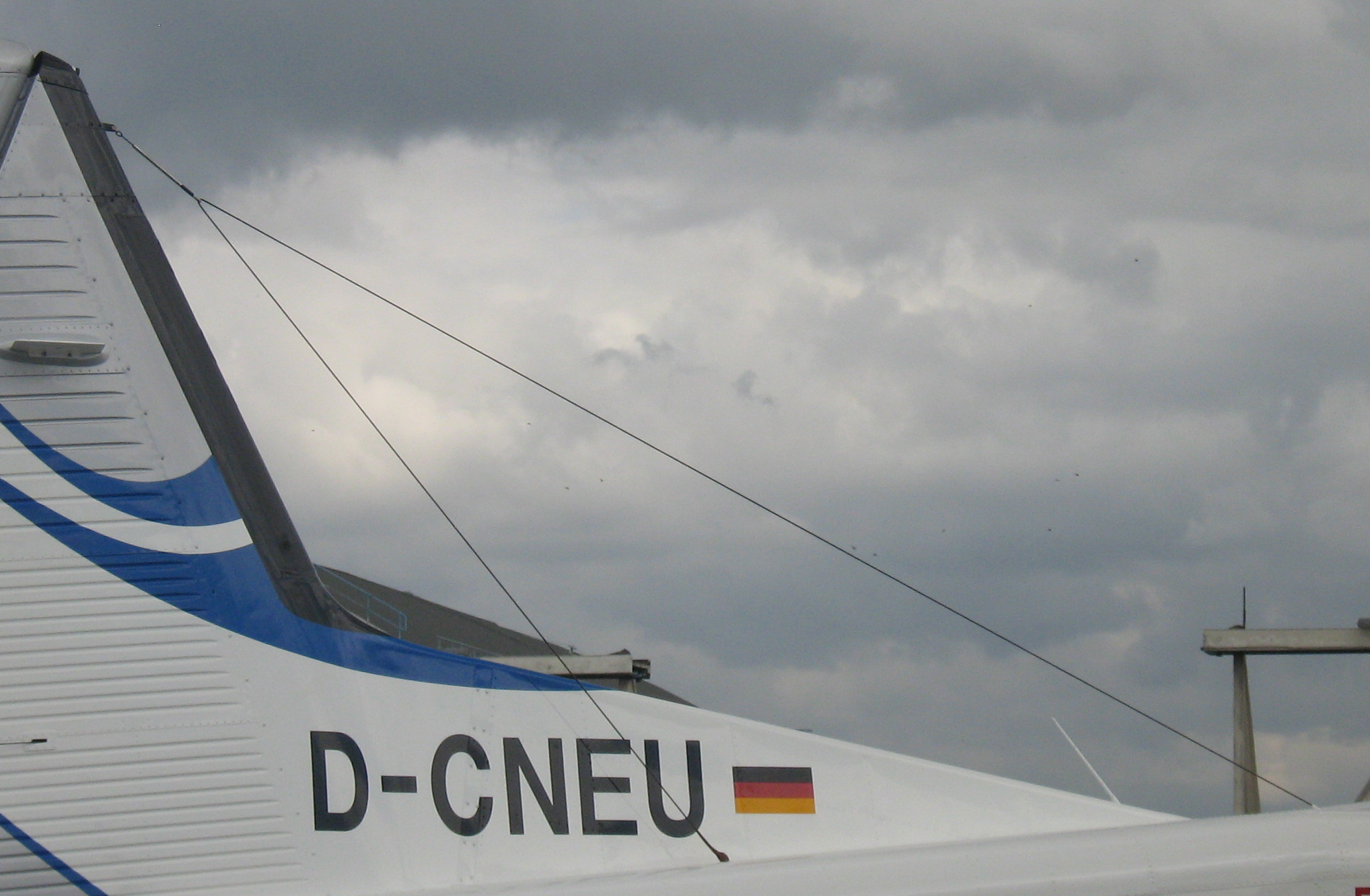
Antenne oblique en « V » renversé 2 à 23 MHz, tendue de la coque de l'avion à la dérive.

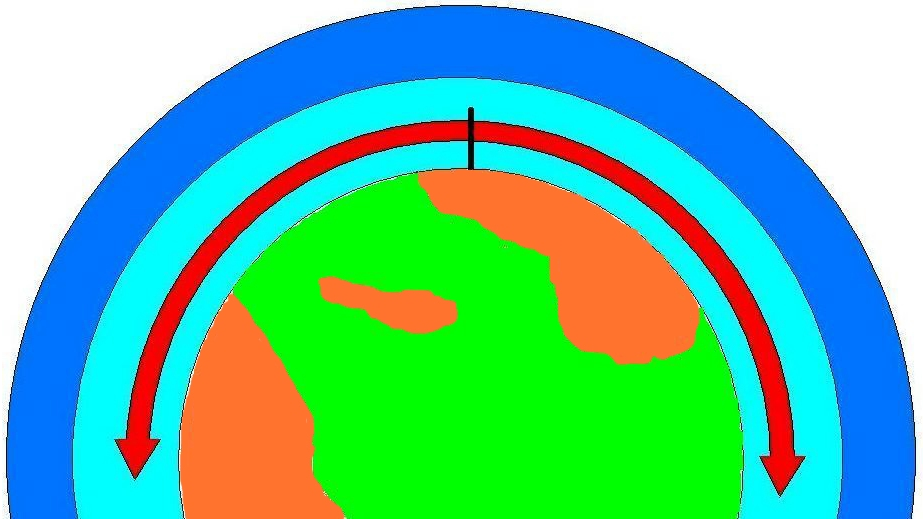
Propagation typique par l'onde de sol sur la surface de la Terre.

La bande hectométrique en radiotéléphonie est utilisée (sans une parfaite couverture des stations VHF aéronautiques régionales au sol) pour les communications d'une portée inférieure à 600 km entre le personnel des stations au sol et les pilotes des aéronefs au-dessus des parties désertiques, des mers et des océans . (Les stations aéronautiques peuvent travailler en modulation d'amplitude type H3E, avec une porteuse et une bande latérale supérieure USB (J3E) (la bande latérale inférieure est supprimée arbitrairement), la bande passante étant toujours dans la plage de 300 Hz à 2 700 Hz).
| Fréquences        | Utilisations. Mode en USB (J3E) (éventuellement en AM H3E) avec une puissance de 400 W depuis les aéronefs et 6 kW depuis les stations au sol.                                      |
| ----------------- | --- |
|                   | |
| 2 182 kHz         | Canal mondial de détresse et d'appel en mer (avec dégagement d'interconnexion air/mer sur 3 023 kHz)                                                                                |
|                   | |
| 2 850 à 3 022 kHz | Contrôle du trafic aérien le long des routes, des couloirs aériens au-dessus des parties désertiques, des mers et des océans, (R) (57 canaux aux pas de 3 kHz de 2 851 à 3 019 kHz) |
| 3 023 kHz,        | Canal mondial d’urgence aéronautique, opérations de recherche et de sauvetage coordonnées, interconnexions (air/mer/terre)                                                          |
| 3 026 à 3 155 kHz | Service mobile aéronautique régional, compagnies aériennes (43 canaux aux pas de 3 kHz de 3 026 à 3 155 kHz)                                                                        |

Radiophares aéronautiques
La bande comprise de 325 kHz à 405 kHz est affecté aux radiophares aéronautiques permettant de recevoir et d'indiquer la direction du radiophare écouté par l'aéronef.
 La bande comprise de 283,5 kHz à 405 kHz est affecté aux radiophares maritimes et aéronautiques.

### Sous-bande décamétrique

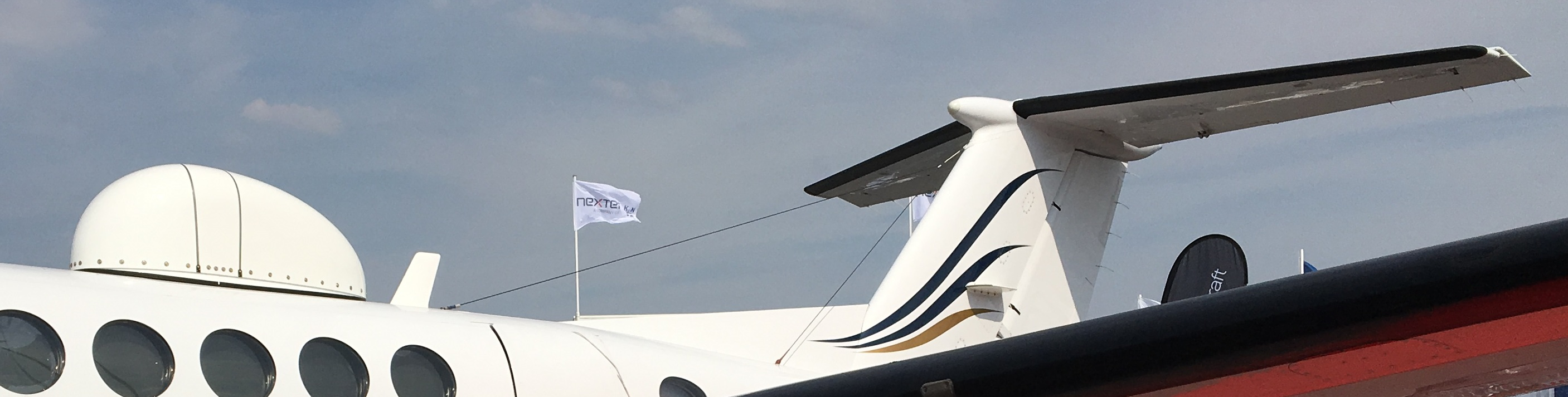
Antenne oblique en « V » renversé 2 à 23 MHz, tendue de la coque de l'avion à la dérive.

La bande décamétrique du service aéronautique est entre 3,4 MHz et 23,35 MHz en plusieurs sous-bandes avec des canaux de 3 kHz en bande latérale supérieure USB (J3E). Le choix est en fonction de l'heure du jour et de la position géographique de l'aéronef.
- MWARA - The RadioReference Wiki

Ces dernières sont utilisées pour une portée d’exploitation mondiale par les avions moyens courriers et longs courriers.
| Fréquences          | Utilisations. Mode en USB (J3E) avec une puissance jusqu'à 1 000 W depuis les aéronefs et 6 kW depuis les stations au sol, canaux aux pas de 3 kHz.                 |
| ------------------- | --- |
|                     | |
| 3 400 à 3 500 kHz   | Contrôle du trafic aérien moyen courrier et long courrier le long des routes, des couloirs aériens, VOLMET, (R) (33 canaux de 3 401 à 3 497 kHz)                    |
|                     | |
| 3 800 à 3 900 kHz   | Services aéronautiques en Afrique et en Europe, compagnies, communications entre les aéronefs, (partagée avec d'autres services divers fixes et mobiles terrestres) |
| 3 900 à 3 950 kHz   | Services aéronautiques, compagnies, communications entre les aéronefs , sauf en Amérique (16 canaux de 3 900 à 3 945 kHz)                                           |
|                     | |
| 4 125 kHz           | Canal mondial d'interconnexion pour la détresse, amerrissage, inter-aéronef de sécurité au-dessus des mers, des océans en USB (J3E) (éventuellement en AM H3E)      |
|                     | |
| 4 650 à 4 700 kHz   | Contrôle du trafic aérien moyen courrier et long courrier le long des routes, des couloirs aériens, VOLMET, (R), (16 canaux de 4 651 à 4 696 kHz)                   |
| 4 700 à 4 750 kHz   | Services aéronautiques internationaux, compagnies, communications entre les aéronefs, VOLMET, (18 canaux de 4 700 à 4 745 kHz)                                      |
|                     | |
| 5 480 à 5 679 kHz   | Contrôle du trafic aérien moyen courrier et long courrier le long des routes, des couloirs aériens, VOLMET, (R), (66 canaux de 5 481 à 5 676 kHz)                   |
| 5 680 kHz,          | Canal mondial d’urgence aéronautique, opérations de recherche et de sauvetage coordonnées en USB (J3E) (éventuellement en AM H3E)                                   |
| 5 683 à 5 730 kHz   | Services aéronautiques internationaux, compagnies, communications entre les aéronefs, VOLMET, (15 canaux de 5 684 à 5 726 kHz)                                      |
|                     | |
| 6 525 à 6 685 kHz   | Contrôle du trafic aérien moyen courrier et long courrier le long des routes, des couloirs aériens, VOLMET, (R), (53 canaux de 6 526 à 6 682 kHz)                   |
| 6 685 à 6 765 kHz   | Services aéronautiques internationaux, compagnies, communications entre les aéronefs, VOLMET, (26 canaux de 6 685 à 6 760 kHz)                                      |
|                     | |
| 8 815 à 8 965 kHz   | Contrôle du trafic aérien moyen courrier et long courrier le long des routes, des couloirs aériens, VOLMET, (R), (49 canaux de 8 816 à 8 960 kHz)                   |
| 8 965 à 9 040 kHz   | Services aéronautiques internationaux, compagnies, communications entre les aéronefs, VOLMET, (25 canaux de 8 965 à 9 037 kHz)                                      |
|                     | |
| 10 005 à 10 100 kHz | Contrôle du trafic aérien moyen courrier et long courrier le long des routes, des couloirs aériens, VOLMET, (R), (31 canaux de 10 006 à 10 096 kHz)                 |
|                     | |
| 11 175 à 11 275 kHz | Services aéronautiques internationaux, compagnies, communications entre les aéronefs, VOLMET, (33 canaux de 11 175 à 11 271 kHz)                                    |
| 11 275 à 11 400 kHz | Contrôle du trafic aérien moyen courrier et long courrier le long des routes, des couloirs aériens, VOLMET, (R), (41 canaux de 11 276 à 11 396 kHz)                 |
|                     | |
| 13 200 à 13 260 kHz | Services aéronautiques internationaux, compagnies, communications entre les aéronefs, VOLMET, (20 canaux de 13 200 à 13 257 kHz)                                    |
| 13 260 à 13 360 kHz | Contrôle du trafic aérien moyen courrier et long courrier le long des routes, des couloirs aériens, VOLMET, (R), (33 canaux de 13 261 à 13 357 kHz)                 |
|                     | |
| 15 010 à 15 100 kHz | Services aéronautiques internationaux, compagnies, communications entre les aéronefs, VOLMET, (30 canaux de 15 010 à 15 097 kHz)                                    |
|                     | |
| 17 900 à 17 970 kHz | Contrôle du trafic aérien moyen courrier et long courrier le long des routes, des couloirs aériens, VOLMET, (R), (23 canaux de 17 901 à 17 967 kHz)                 |
| 17 970 à 18 030 kHz | Services aéronautiques internationaux, compagnies, communications entre les aéronefs, VOLMET, (20 canaux de 17 970 à 18 027 kHz)                                    |
|                     | |
| 21 924 à 22 000 kHz | Contrôle du trafic aérien moyen courrier et long courrier le long des routes, des couloirs aériens, (R)                                                             |
|                     | |
| 23 200 à 23 350 kHz | Service aéronautique, compagnies, communications entre les aéronefs                                                                                                 |

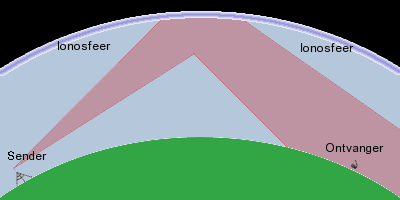
Propagation typique par reflection entre ciel et terre/mer.

Les communications continentales et nationales par réflexion sur les couches E, F, F1, sont établies :
- de nuit dans les bandes de 3,4 MHz à 9 MHz,
- de jour dans les bandes de 5 MHz à 16 MHz.

Les communications intercontinentales par réflexion sur les couches E, F, F1 et F2 sont établies :
- de 6 MHz à 10 MHz, ce sont des bandes nocturnes
 pour lesquelles la réception n’est possible à grande distance que lorsqu’il fait nuit entre les lieux d’émission et de réception,
- de 10 MHz à 15 MHz, ce sont des bandes mixtes
 pour lesquelles les meilleures réceptions sont lorsque l’émetteur est dans le jour et le récepteur dans la nuit, ou inversement,
- de 15 MHz à 23,5 MHz, ce sont des bandes diurnes
 pour lesquelles les meilleures réceptions à grande distance sont lorsque le parcours entre les lieux d’émission et de réception est éclairé par le soleil.

### Sous-bande VHF
La portée des ondes VHF étant quasi-optique, cette bande est utilisée pour des communications à courte ou moyenne distance.
L'image de la bande aéronautique dans d’autres pays a la même structure. 
La conférence européenne des administrations des postes et télécommunications pour l'année 2015 harmonise la sous-bande VHF en Europe.
La bande aéronautique internationale 108 MHz à 137 MHz est nommée « bande VHF ». Ce tableau  intègre des spécificités propres à la France.
| Fréquences en MHz   | Utilisations. Mode en AM (A3E) sauf indication contraire, avec une puissance de 7 W à 250 W depuis les aéronefs, canaux aux pas de 8,333 kHz. |
| ------------------- | --- |
| 108,000 à 111,975   | ILS « droite-gauche » localizer, radiophares omnidirectionnels VOR (approches) |
| 111,975 à 117,975   | Radiophares omnidirectionnels VOR (en route) |
| 118,000 à 121,3666  | Services mobiles aéronautiques nationaux et internationaux, (R) et (OR) |
| 121,375             | En France : simulations des détresses aéronautiques, simulations plan SATER, radiogoniomètre de formation, entraînement, exercices, ne pas tenir compte des radiocommunications reçues, (OR)                                                        |
| 121,3833 à 121,450  | Services mobiles aéronautiques nationaux et internationaux, (R) et (OR) |
|                     | Bande de garde. Les émissions radioélectriques autres que sur 121,500 MHz sont interdites |
| 121,500 ,           | Canal mondial d’urgence et de détresse, balises de détresse, plan SATER, radiogoniomètre VHF, contact initial entre aéronefs |
|                     | Bande de garde. Les émissions radioélectriques autres que sur 121,500 MHz sont interdites |
| 121,550 à 121,750   | Communications de surface des aérodromes |
| 121,750             | Fréquence de surface de la station spatiale internationale ISS, Soyouz et Navette spatiale |
| 121,750 à 121,9916  | Communications de surface des aérodromes |
| 122,000 à 122,2416  | Services mobiles aéronautiques nationaux, (R) et (OR) |
| 122,250             | Inter-ballons libres, montgolfières, clubs, montgolfière avec le véhicule d'assistance de remorquage et de transport, supplémentaire à 123,5 MHz, 123,45 MHz (OR)                                                                                   |
| 122,2583 à 122,4916 | Services mobiles aéronautiques nationaux, (R) et (OR) |
| 122,500             | Inter-vol à voile, inter-planeurs, clubs, planeur avec le véhicule d'assistance de remorquage et de transport, supplémentaire à 123,5 MHz, 123,45 MHz (OR)                                                                                          |
| 122,5083 à 122,9666 | Services mobiles aéronautiques nationaux, (R) et (OR) |
| 122,975 à 123,0416  | Services mobiles hélicoptères, (OR) |
| 123,050             | Inter-hélicoptères, clubs d’hélicoptères, supplémentaire à 123,5 MHz, 123,45 MHz (OR) |
|                     | Bande de garde. Les émissions radioélectriques autres que sur 123,100 MHz sont interdites |
| 123,100             | Fréquence auxiliaire d'opération mondial de recherche et sauvetage : air, terre, mer, plan SATER, interconnexion entre aéronefs et navires |
|                     | Bande de garde. Les émissions radioélectriques autres que sur 123,100 MHz sont interdites |
| 123,150 à 123,425   | Clubs, compagnies, services mobiles aéronautiques nationaux, (R) et (OR) |
|                     | Bande de garde. Les émissions radioélectriques autres que sur 123,45 MHz sont interdites |
| 123,450 ,           | Canal mondial de communications air-air entre les aéronefs en vol, échanger l’information opérationnelle, rapports de position réguliers aux aéronefs en vol au-dessus de zones hors de portée des stations VHF au sol, (R) et (OR) (Inter-pilotes) |
|                     | Bande de garde. Les émissions radioélectriques autres que sur 123,45 MHz sont interdites |
| 123,475 à 123,4916  | Clubs, compagnies, services mobiles aéronautiques nationaux, (R) et (OR) |
| 123,500 ,           | Auto-informations entre aéronefs dans le circuit d'approche/départ ou circulant en dessous de 500 ft, le tout dans un secteur d'aérodrome non contrôlé dépourvu d'une fréquence assignée, (OR)                                                      |
| 123,5083 à 123,5916 | Clubs, compagnies, services des essais aéronautiques, services mobiles aéronautiques nationaux, (R) et (OR) |
| 123,600 à 123,6916  | Services mobiles aéronautiques nationaux, (R) et (OR) |
| 123,700 à 125,325   | Contrôle espace aérien, services mobiles aéronautiques nationaux et internationaux, (R) et (OR) |
| 125,3333            | Mnémonique: 125,335 MHz. En France, auto-informations des ULM dans le circuit d'approche/départ d'une base ULM |
| 125,4416 à 129,6916 | Contrôle espace aérien, services mobiles aéronautiques nationaux et internationaux, (R) et (OR) |
| 129,700 à 129,9916  | Compagnies aéronautiques, services mobiles aéronautiques nationaux, (R) et (OR) |
| 130,000             | Auto-informations altiports et altisurfaces en montagne dépourvu d'une fréquence assignée ; communications entre les aéronefs et navire à aéronef, (R) et (OR)                                                                                      |
| 130,0083 à 130,1583 | Compagnies aéronautiques, services mobiles aéronautiques nationaux, (R) et (OR) |
| 130,1666            | Fréquences spatiales (station spatiale internationale ISS, Soyouz et Navette spatiale) en AM/FM/numérique |
| 130,175 à 130,5916  | Compagnies aéronautiques, services mobiles aéronautiques nationaux, (R) et (OR) |
| 130,600 à 130,8916  | Compagnies aéronautiques, services maintenances et essais aéronautiques, (R) et (OR) |
| 130,900 à 131,5166  | Contrôle espace aérien, services mobiles aéronautiques nationaux et internationaux, (R) et (OR) |
| 131,525             | Fréquence secondaire Europe ACARS : informations et données en numérique, (R) et (OR) |
| 131,5333 à 131,3916 | Contrôle espace aérien, services mobiles aéronautiques nationaux et internationaux, (R) et (OR) |
| 131,400 à 131,525   | OPC : contrôle indiqué d'exploitation, (R) et (OR) |
|                     | Bande de garde. Les émissions radioélectriques autres que sur 131,550 MHz sont interdites |
| 131,550             | Fréquence mondiale ACARS canal de 25 kHz : informations et données en numérique, (R) et (OR) |
|                     | Bande de garde. Les émissions radioélectriques autres que sur 131,550 MHz sont interdites |
| 131,575 à 131,7166  | OPC : contrôle indiqué d'exploitation, (R) et (OR) |
| 131,725             | Fréquence primaire Europe ACARS : informations et données en numérique, (R) et (OR) |
| 131,7333 à 131,8416 | OPC : contrôle indiqué d'exploitation, (R) et (OR) |
| 131,850             | Fréquence Europe ACARS : informations et données en numérique, (R) et (OR) |
| 131,8583 à 131,9916 | OPC : contrôle indiqué d'exploitation, (R) et (OR) |
| 132,000 à 135,9916  | Contrôle espace aérien supérieur, Eurocontrol, services mobiles aéronautiques nationaux et internationaux, (R) et (OR) |
| 136,000 à 136,6916  | Compagnies et services maintenances aéronautiques, contrôle espace aérien supérieur, (R) et (OR) |
| 136,700 à 136,950   | Aircraft Communication Addressing and Reporting System en Data Link : transmission de rapports à grande capacité en numérique, (R) et (OR) |
| 136,975             | Fréquence mondiale sémaphore canal aux pas de 25 kHz : informations et données en numérique, (R) et (OR) |
| 137,100 à 137,900   | Transmissions des photos météo des satellites défilant par fax en FM de 40 kHz Bande météorologique : 137,000 à 138,000 |
| 138,000 à 143,975   | Armée de l’air, (R) et (OR), Canadairs, Soyouz et ISS en AM (A3E) ; organisations diverses, canaux aux pas de 25 kHz et 12,5 kHz. |
| 143,9875            | Pratique du vol libre : deltaplane, parapente, paramoteur, speed riding en NFM - modulation de fréquence bande étroite |

- (R) : Radiocommunications aéronautiques le long des routes aériennes, des couloirs aériens[12].

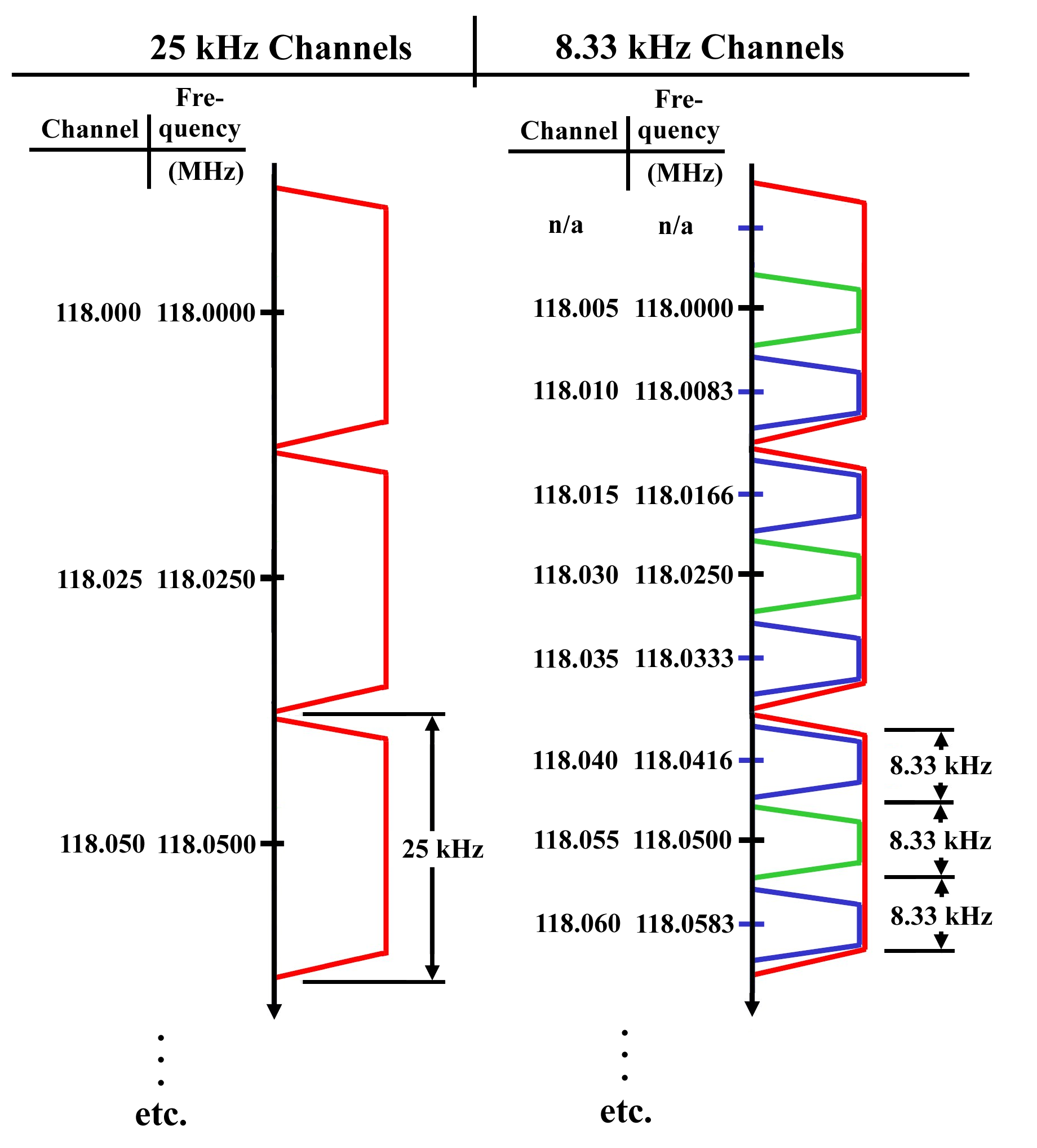
Comparaison des canaux avec 25 kHz et 8,33 kHz espacement

- Comparaison des canaux avec 25 kHz et 8,33 kHz espacement (OR) : Radiocommunications aéronautiques hors des routes aériennes, hors des couloirs aériens[13].

#### Modes de modulation et canaux
Les stations aéronautiques travaillent en modulation d'amplitude type A3E, (avec une porteuse et deux bandes latérales), avec un espacement entre les canaux de 8,333 kHz, tels que 118,100 MHz • 118,108 333 MHz • 118,116 666 MHz • 118,125 MHz, etc. (le tiers des canaux est compatible avec les canaux espacés de 25 kHz).
Appellation des canaux de 8,333 kHz
- La fréquence: 118,000 000 MHz porte le mnémonique 118,005 MHz ou éventuellement : 118,000 MHz, 118,001 MHz, 118,002 MHz, 118,003 MHz, 118,004 MHz
- La fréquence: 118,008 333 MHz porte le mnémonique  118,010 MHz
- La fréquence: 118,016 666 MHz porte le mnémonique 118,015 MHz
- La fréquence: 118,025 000 MHz porte le mnémonique 118,030 MHz ou éventuellement : 118,021 MHz, 118,022 MHz, 118,023 MHz, 118,024 MHz, 118,025 MHz
- La fréquence: 118,033 333 MHz porte le mnémonique 118,035 MHz
- La fréquence: 118,041 666 MHz porte le mnémonique 118,040 MHz
- La fréquence: 118,050 000 MHz porte le mnémonique 118,055 MHz ou éventuellement : 118,050 MHz, 118,051 MHz 118,052 MHz, 118,053 MHz, 118,054 MHz
- La fréquence: 118,058 333 MHz porte le mnémonique 118,060 MHz
- La fréquence: 118,066 666 MHz porte le mnémonique 118,065 MHz
- La fréquence: 118,075 000 MHz porte le mnémonique 118,080 MHz ou éventuellement : 118,071 MHz, 118,072 MHz, 118,073 MHz, 118,074 MHz, 118,075 MHz
- La fréquence: 118,083 333 MHz porte le mnémonique 118,085 MHz
- La fréquence: 118,091 666 MHz porte le mnémonique 118,090 MHz
- La fréquence: 118,100 000 MHz porte le mnémonique 118,105 MHz ou éventuellement : 118,100 MHz, 118,101 MHz, 118,102 MHz, 118,103 MHz, 118,104 MHz
- et ainsi de suite....

En France, de la surface jusqu'au niveau 195 (19 500 pieds soit 5 800 m), les stations aéronautiques peuvent continuer à travailler jusqu'au 1er janvier 2018, en modulation d'amplitude de type A3E, avec des canaux espacés de 25 kHz ,, tels que 118,100 MHz • 118,125 MHz • 118,150 MHz • 118,175 MHz, etc.
Les exigences des canaux aux pas de 8,333 kHz ne visent pas les fréquences suivantes : 
- urgence (121,5 MHz),
- recherche et de sauvetage (123,1 MHz),
- liaison numérique VHF,
- système embarqué de communications, d’adressage et de compte rendu,
- exploitation avec porteuse décalée dans un espacement entre canaux de 25 kHz,
- ainsi que les fréquences devant rester dans un espacement entre canaux de 25 kHz pour obligation de sécurité.

Le niveau de puissance de l’émetteur de bord 
- pour une portée minimale air-air prévue de 20 NM en environnement à forte densité de circulation un émetteur de bord de faible puissance à une puissance de 7 W +38,5 dBm à 18 W +42,5 dBm
- pour une portée minimale air-air prévue de 40 NM en environnement à forte densité de circulation un émetteur de bord de puissance moyenne à une puissance de 16 W +42 dBm à 40 W +46 dBm
- pour une portée minimale air-air prévue de 120 NM en environnement à forte densité de circulation un émetteur de bord de grande puissance à une puissance de 100 W +50 dBm à 250 W +54 dBm

#### Portée et propagation

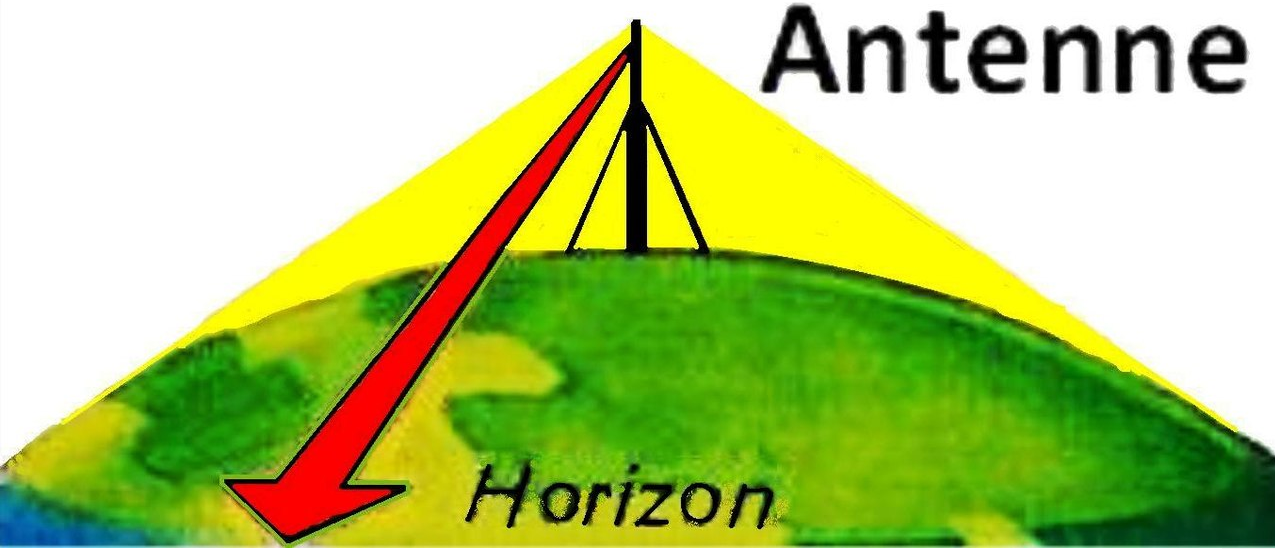
La propagation typique des ondes VHF et UHF est quasi-optique.

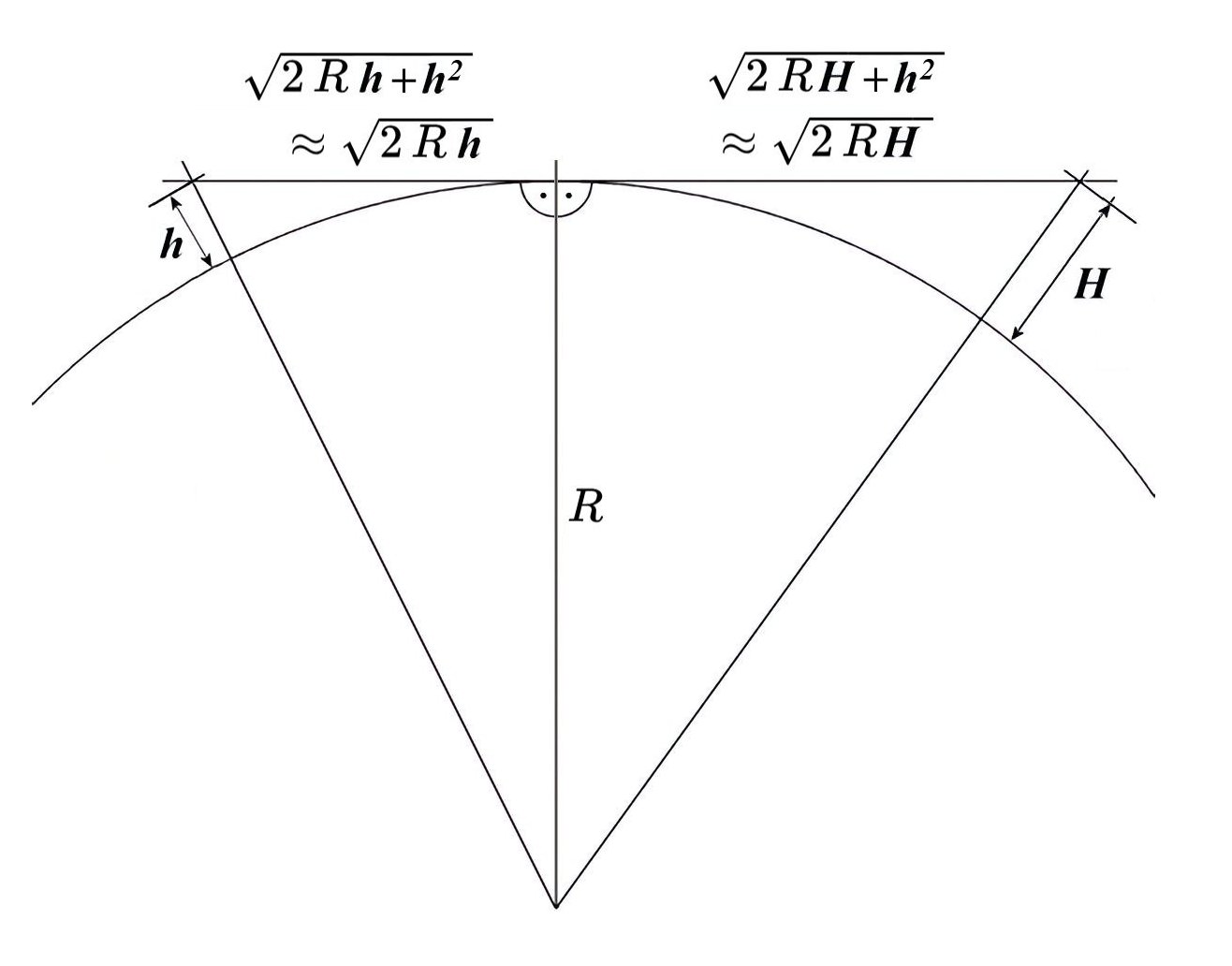
Illustration de la dérivation de la portée des ondes: R =4/3 fois le rayon de la terre ce qui donne 8,5 × 10^{6} m (voir aussi Horizon-radar)

La portée des ondes VHF étant quasi-optique, cette bande est utilisée pour des communications à courte ou moyenne distance. La portée « D » (en milles nautiques) entre un aéronef de hauteur « H » (en pieds) et une station au sol de hauteur « h » (en pieds) est exprimée par la relation :
{\displaystyle D=1,23({\sqrt {H}}+{\sqrt {h}})}
ou, avec « H » et « h » en mètres et « D » en kilomètres :
{\displaystyle D=4,188({\sqrt {H}}+{\sqrt {h}})}.
Ainsi, un signal émis par un aéronef au niveau de vol 390 (11 887 mètres) peut être reçu au niveau de la mer par des stations distantes de 240 NM (450 km). Une même fréquence peut donc être attribuée à plusieurs services suffisamment distants au sein d'un même pays. Par exemple, la fréquence 118,100 MHz est attribuée, en France, aux contrôles d'aérodromes ou AFIS de Dunkerque, Granville, Lyon Bron, Ouessant et Toulouse Blagnac, sans brouillage mutuel entre ces services.

### Sous-bande UHF

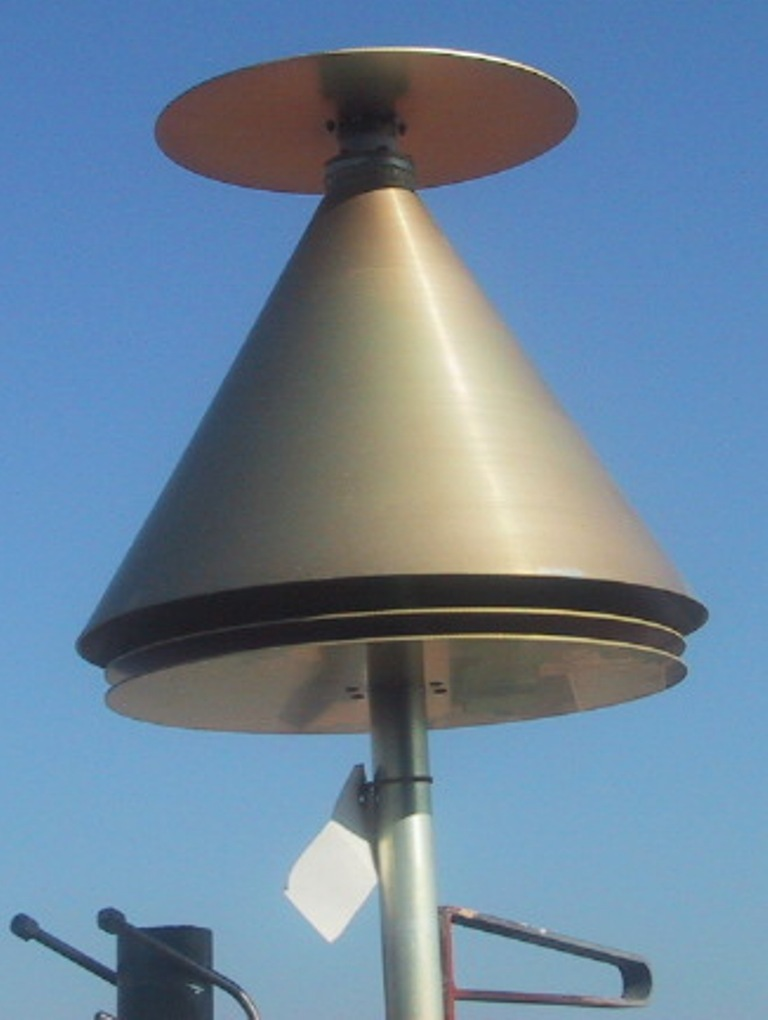
Antenne discône pour la bande 225 MHz à 400 MHz.

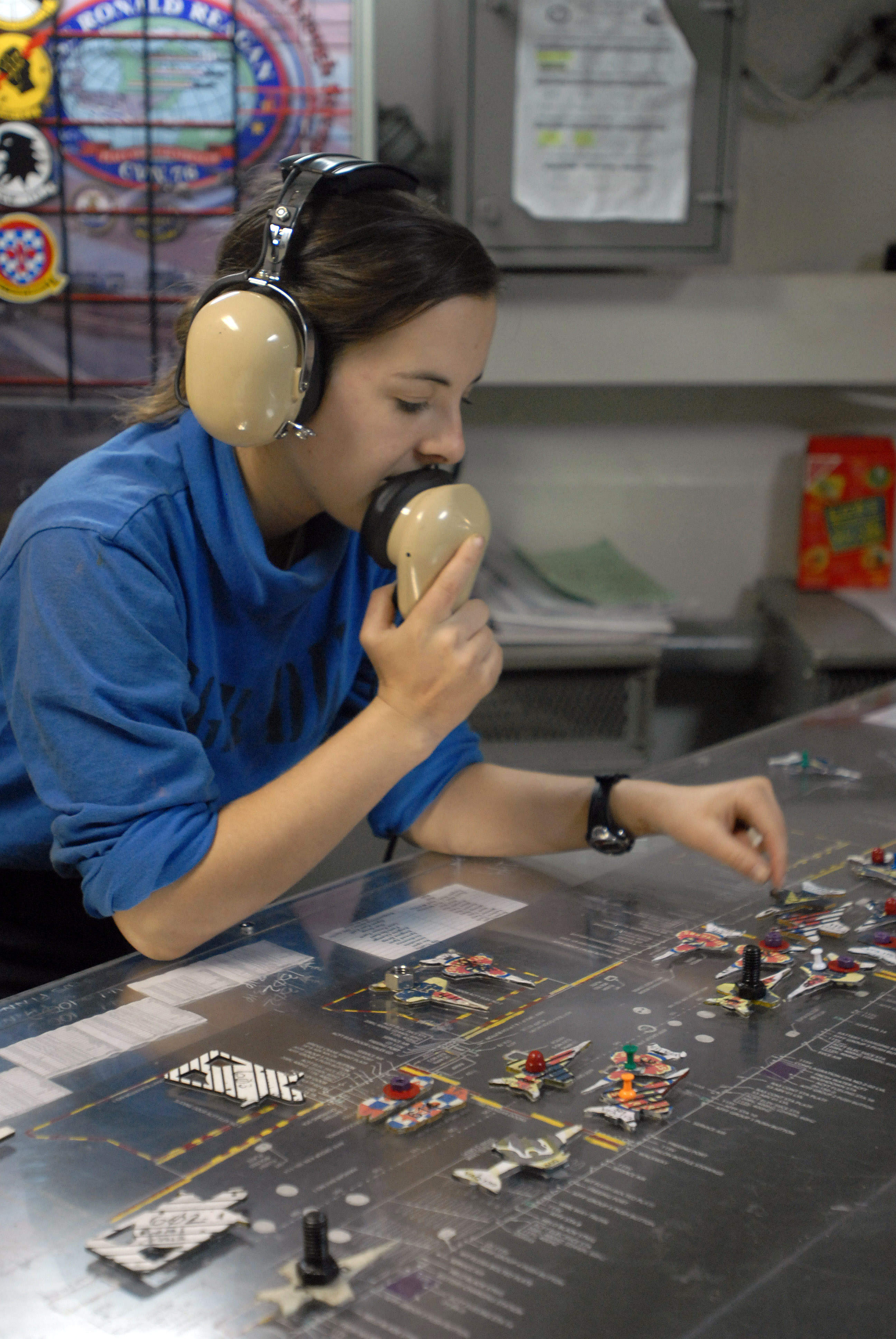
Radiocommunication de surface

La bande aéronautique internationale 235 MHz à 399,95 MHz est nommée « bande UHF » afin d'être différenciée de la « bande VHF » proprement dite.
La portée de cette bande est quasi-optique.
Cette bande est utilisée en aéronautique militaire et pour le contrôle d'espace aérien supérieur (UTA, Upper Traffic Area) au-dessus du niveau 195 (5 800 m).
Ce tableau intègre des spécificités propres à la France.
| Fréquences en MHz | Utilisations. Mode : en AM (A3E) sauf indication contraire, canaux aux pas de 25 kHz (et 12,5 kHz).                           |
| ----------------- | --- |
| 225,000 à 235,000 | Bande nationale aéronautique militaire, contrôle espace aérien                                                                |
| 235,000 à 241,075 | Aéronautique militaire, contrôle espace aérien, service aéro-spatial                                                          |
| 241,100           | En France simulations des détresses aéronautiques, simulations Plan SATER, ne pas tenir compte des radiocommunications reçues |
| 241,125 à 242,900 | Aéronautique militaire, contrôle espace aérien, service aéro-spatial                                                          |
|                   | Bande de garde. Les émissions radioélectriques autres que sur 243 MHz sont interdites                                         |
| 243,000           | Canal mondial d’urgence et de détresse, balise de détresse militaire                                                          |
|                   | Bande de garde. Les émissions radioélectriques autres que sur 243 MHz sont interdites                                         |
| 243,100 à 277,975 | Aéronautique militaire, contrôle espace aérien, service aéro-spatial                                                          |
| 278,000           | Communications entre les aéronefs et navire à aéronef                                                                         |
| 278,025 à 282,775 | Aéronautique militaire, contrôle espace aérien, service aéro-spatial                                                          |
|                   | Bande de garde. Les émissions radioélectriques autres que sur 282,800 MHz sont interdites                                     |
| 282,800           | Canal mondial auxiliaire à 243 MHz et fréquence auxiliaire des secours aéronautiques, plan SATER                              |
|                   | Bande de garde. Les émissions radioélectriques autres que sur 282,800 MHz sont interdites                                     |
| 282,825 à 326,500 | Aéronautique militaire, contrôle espace aérien supérieur, service aéro-spatial                                                |
| 326,500 à 328,500 | Radioastronomie |
| 328,500 à 328,600 | Aéronautique militaire |
| 328,600 à 335,400 | ILS «radiophares aéronautiques d’alignement de descente vers la piste d’atterrissage» glide path                              |
| 335,400 à 339,700 | Bande aéronautique militaire, contrôle espace aérien                                                                          |
| 339,725           | Auto-informations air/air entre les aéronefs en vol dans la tranche d’espace comprise entre 500 ft et 1 500 ft ASFC           |
| 339,750 à 358,025 | Bande aéronautique militaire, contrôle espace aérien                                                                          |
| 358,050           | Auto-informations air/air entre les aéronefs en vol au-dessus du niveau 195 (5 800 m) supplémentaire à 123,45 MHz             |
| 358,075 à 360,000 | Bande aéronautique militaire, contrôle espace aérien                                                                          |
| 360,000 à 399,950 | Contrôle espace aérien partagé avec d’autres services, ACROPOL.                                                               |

#### Appel des services maritimes
Les moyens de fréquence internationale de détresse et des fréquences standards pour la recherche et sauvetage disponibles et en vol au-dessus des zones océaniques pour l’appel des services maritimes :
| Fréquences  | Utilisations | Remarques                     |
| ----------- | --- | ----------------------------- |
| 2 182 kHz   | fréquence mondial de détresse en radiotéléphonie en USB de la bande 1,605 MHz à 4 MHz.                                                                            | en AM par émetteur de secours |
| 2 187,5 kHz | fréquence internationale d’appel sélectif numérique avec MMSI. | puis émettre sur 2 182 kHz    |
| 4 125 kHz   | fréquence auxiliaire à 2 182 kHz. (air/mer/terre), inter-aéronef.                                                                                                 | P maxi 1 kW en USB            |
| 6 215 kHz   | fréquence auxiliaire à 2 182 kHz | P maxi 1 kW en USB.           |
| 8 291 kHz   | fréquence mondial de détresse en haute mer et « DOM-TOM » en radiotéléphonie en USB de la bande 4 MHz à 26 MHz zone A3 et A4                                      | en USB.                       |
| 8 364 kHz,  | Fréquence internationale d’opérations de recherche et de sauvetage coordonnées et fréquence du système antérieur de détresse en mer en radiotélégraphie Morse SOS | en USB en CW.                 |
| 8 414,5 kHz | fréquence internationale d’appel sélectif numérique avec MMSI. de la bande 4 MHz à 26 MHz                                                                         | puis émettre sur 8 291 kHz    |
| 156,5 MHz   | voie 10 ou canal 10 utilisé en Europe sur les lacs, les fleuves, les canaux et les rivières.                                                                      | P maxi 1 W en FM              |
| 156,8 MHz   | voie 16 ou canal 16 de détresse des ondes métriques en radiotéléphonie en FM.                                                                                     | dégagement sur 156,3 MHz      |

Amerrissage

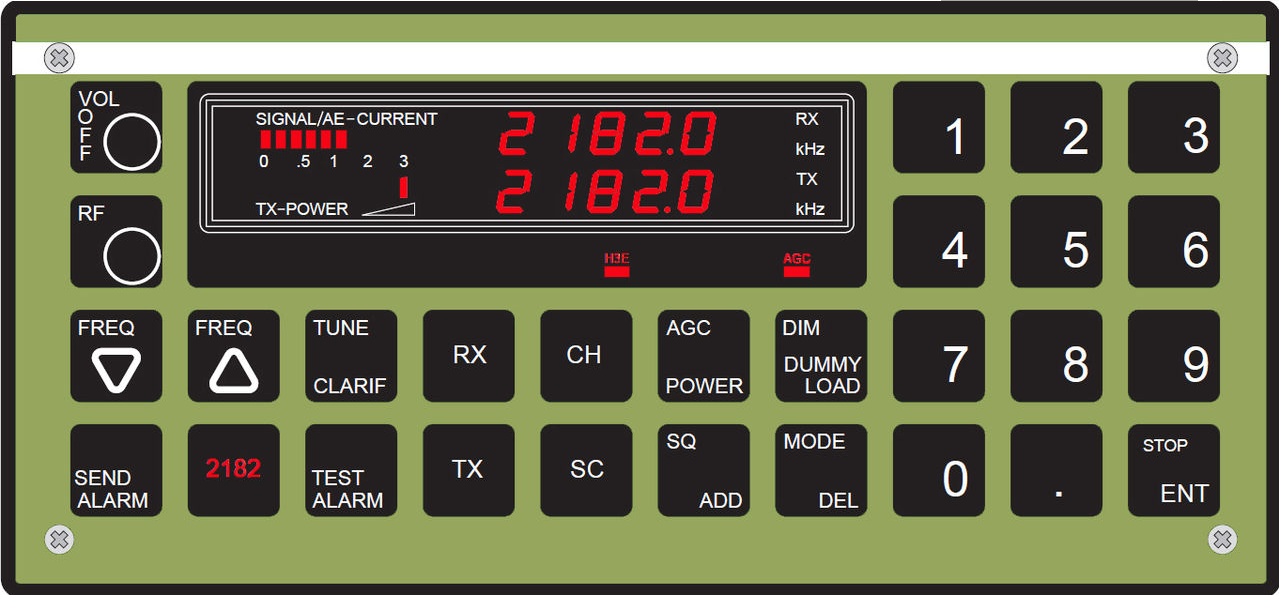
Émetteur-récepteur radiotéléphonique en veille radio sur 2182 kHz

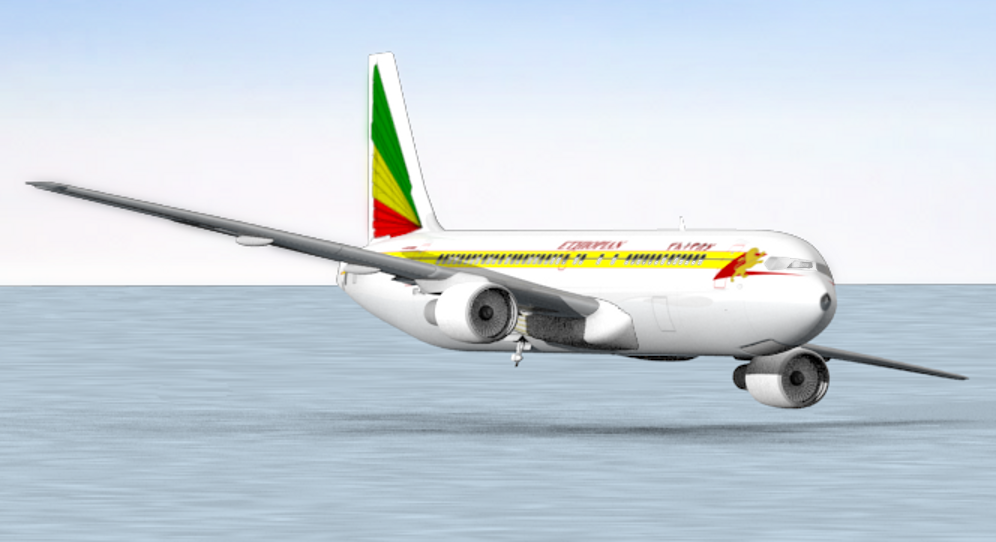
Amerrissage forcé d'un aéronef en détresse survolant une zone océanique

Aéronef en détresse survolant une zone océanique.
- Un aéronef en détresse survolant une zone océanique devrait, conformément aux procédures de l'OACI, informer l'autorité chargée du contrôle du trafic aérien qu'il est en détresse sur la fréquence utilisée aux fins du contrôle du trafic aérien.
- Si un amerrissage forcé est probable, l'autorité chargée du contrôle du trafic aérien en informe immédiatement le centre de coordination de sauvetage approprié. Le centre de coordination de sauvetage avertit à son tour les navires qui sont en mesure de prêter assistance;
- Lorsqu'ils sont alertés, les navires doivent établir, si possible, une veille à l'écoute sur la fréquence 4 125 kHz. S'ils ne sont pas en mesure d'utiliser la fréquence 4 125 kHz, les navires doivent établir une veille sur la fréquence 3 023 kHz;
- L'aéronef essaie dans un premier temps d'établir des communications sur la fréquence 4 125 kHz; s'il n'arrive pas à entrer en contact, il tente alors d'établir des communications sur la fréquence 3 023 kHz.
- Si un amerrissage forcé n'est plus nécessaire, l'aéronef notifie qu'il n'y a plus de situation de détresse suivant la procédure prévue aux termes des dispositions de l'UIT/OACI.

Système antérieur

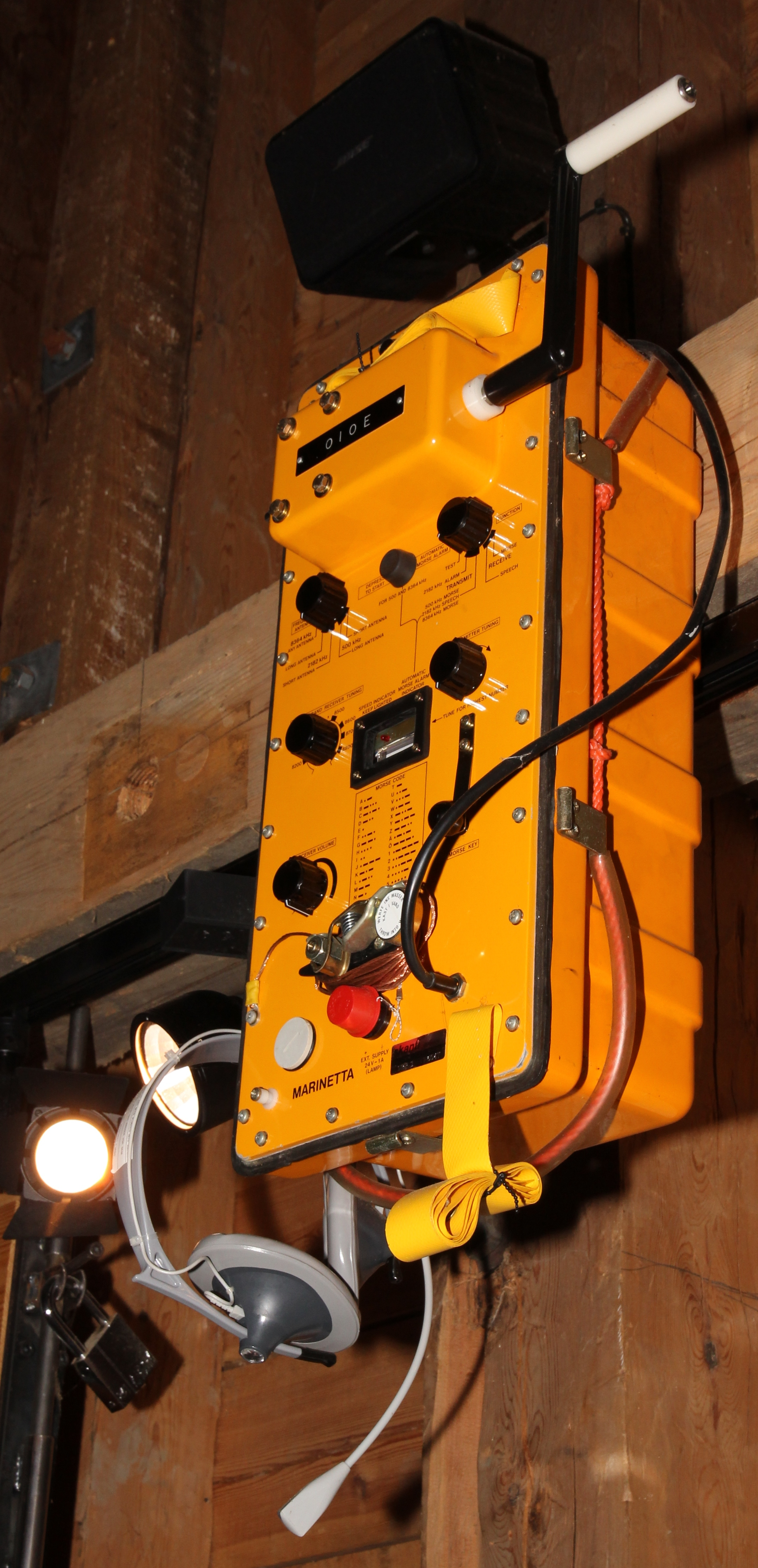
Emetteur-récepteur étanche à bord des embarcations de sauvetage. Fréquences 500 kHz, 8364 kHz (et 2182 kHz en radiotéléphonie).

Le système antérieur de détresse en mer est toujours en fonctionnement .
 
Le système radiotélégraphique de détresse en mer était mondial jusqu'en février 1999. À ce jour, il est toujours en fonctionnement sur les côtes de l'Afrique et de l'Asie . Le système radiotélégraphique de détresse en mer est toujours utilisable depuis les stations des navires et des aéronefs de ces pays: Algérie, Arabie saoudite, Azerbaïdjan, Bahreïn, Biélorussie, Chine, Comores, Djibouti, Égypte, Émirats arabes unis, Russie, Irak, Jordanie, Kazakhstan, Koweït, Liban, Libye, Mauritanie, Oman, Ouzbékistan, Qatar, Syrie, Kirghizistan, Somalie, Soudan, Tunisie, Yémen.
| Système antérieur | Types et fonctions |
| ----------------- | --- |
| 500 kHz           | Fréquence de détresse en radiotélégraphie Morse. SOS,. Non SMDSM depuis février 1999. · La fréquence radiotélégraphique de 500 kHz est utilisé par des stations de plusieurs pays   |
| 8 364 kHz         | Fréquence de détresse en radiotélégraphie Morse SOS (mondial jusqu'en février 1999),. · La fréquence radiotélégraphique de 8 364 kHz est utilisé par des stations de plusieurs pays |

### Fréquence 121.500 MHz

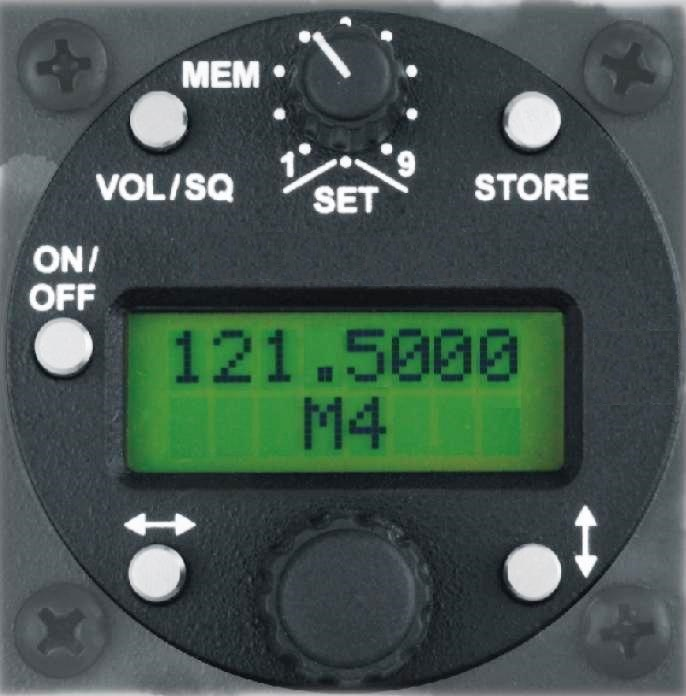
Émetteur récepteur aéronautique

## Fréquences d'urgence et de détresse

### Fréquence121,500MHz

#### Historique
- Dès 1949: Le choix de la fréquence 121,5 MHz[72] est créée par l'Organisation de l'aviation civile internationale en liaison avec ARINC et l'Union internationale des télécommunications à la suite de sa relation en troisième harmonique avec l’ancien canal d'urgence tactiques de 40,5 MHz de l'ancienne bande aéronautique militaire VHF[73] et à la suite de sa relation par la deuxième harmonique du canal militaire d'urgence 243 MHz.

#### Utilisations
La fréquence aéronautique d'urgence 121,5 MHz en modulation d'amplitude doit être utilisée pour la détresse et l'urgence en radiotéléphonie par les stations du service mobile aéronautique lorsqu'elles travaillent dans la bande comprise entre 117,975 MHz et 137 MHz. Normalement, les stations d'aéronef émettent les messages de détresse et d'urgence sur la fréquence de travail qu'elles utilisent au moment de l'incident. Cette fréquence peut être également utilisée par les stations d'engin de sauvetage et par les radiobalises de localisation des sinistres.
Les émissions radio autres que 121,5 MHz sont interdites dans une bande comprise entre 121,450 MHz et 121,550 MHz (anciennement 121,4 MHz et 121,6 MHz).
La fréquence d'urgence 121,5 MHz ne doit être utilisée que dans les cas d'urgence véritable, aux fins indiquées ci-après :
- pour assurer une voie libre entre un aéronef en état de détresse ou d'urgence et une station au sol, lorsque les voies normales sont utilisées pour d'autres aéronefs ;
- pour assurer une voie de communication VHF entre un aéronef et un aérodrome qui n'est pas normalement utilisé par les services aériens internationaux, lorsqu'un cas d'urgence se présente ;
- pour assurer une voie de communication VHF commune aux aéronefs, civils ou militaires, participant à des opérations conjointes de recherches et de sauvetage et entre ces aéronefs et les services au sol, avant d'effectuer s'il y a lieu, le passage à la fréquence appropriée ;
- pour permettre les communications air-sol avec les aéronefs lorsqu'une panne de l'équipement de bord interdit l'emploi des fréquences normales ;
- pour permettre le fonctionnement de l'équipement radio de survie ou du radiophare de repérage d'urgence (ELBA) ainsi que les communications entre les engins de survie et les aéronefs effectuant des opérations de recherches et de sauvetage ;
- pour assurer une voie VHF commune pour les communications entre un aéronef civil, d'une part, et un aéronef intercepteur ou un organe de contrôle d'interception d'autre part, et entre un aéronef civil ou un aéronef intercepteur, d'une part et un organe des services de la circulation aérienne, d'autre part, en cas d'interception de l'aéronef civil.

#### Veille de la fréquence121,5MHz

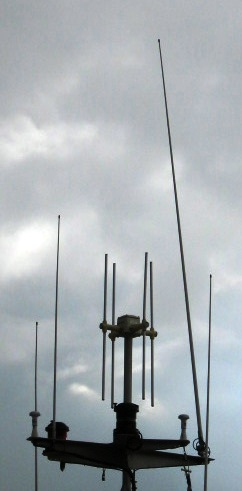
Radiophare de repérage d'urgence

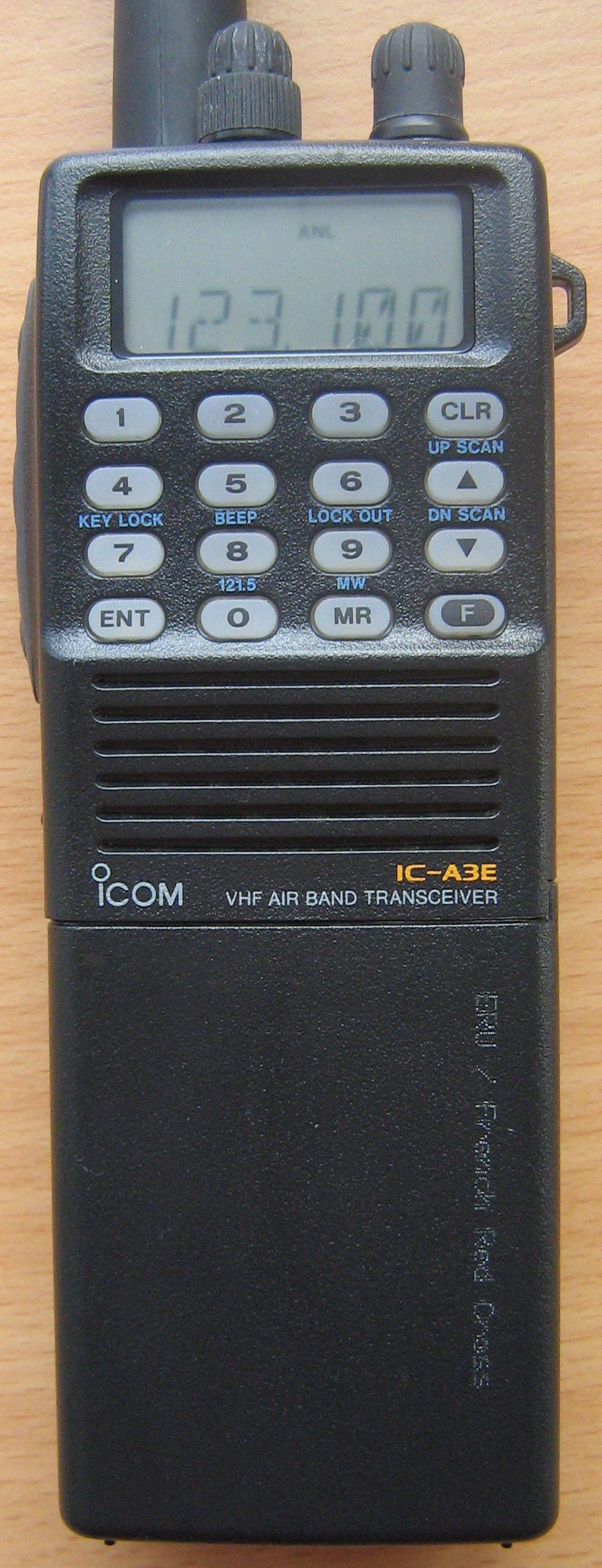
Émetteur récepteur aéronautique.

La veille de la fréquence 121,5 MHz est assurée sans interruption durant les heures de service par :
- les centres de contrôle régional et d'information de vol ;
- les centres de détection et de contrôle militaire (H24 7/7) ;
- les tours de contrôle d'aérodromes ;
- les bureaux de contrôle d'approche des aérodromes internationaux.

De plus :
- de nombreux aéronefs effectuent une veille de la fréquence 121,5 MHz ;
- en mer, les vedettes hauturières sont équipées, sur la fréquence 121,5 MHz, d'un radiogoniomètre de repérage d'urgence[76]. Les quatre antennes (image de droite) du radiophare de repérage d'urgence 121,5 MHz à effet Doppler-Fizeau sont alimentées les unes après les autres pour déterminer la direction de la station en difficulté ;
- tout navire à passager est pourvu des installations permettant d'émettre et de recevoir des radiocommunications sur place, aux fins de la recherche et du sauvetage, sur les fréquences aéronautiques 121,5 MHz et 123,1 MHz[77] ;

### Fréquence123,100MHz
La fréquence aéronautique auxiliaire 123,1 MHz (auxiliaire de la fréquence aéronautique d'urgence 121,5 MHz) est destinée à être utilisée par les stations du service mobile aéronautique et par d'autres stations mobiles et terrestres engagées dans des opérations coordonnées de recherche et sauvetage.
Les stations mobiles du service mobile maritime peuvent communiquer avec les stations du service mobile aéronautique sur la fréquence aéronautique d'urgence 121,5 MHz exclusivement pour la détresse et l'urgence, et sur la fréquence aéronautique auxiliaire 123,1 MHz pour les opérations coordonnées de recherche et sauvetage; en émission de classe A3E pour les deux fréquences. Elles doivent alors se conformer aux arrangements particuliers conclus par les gouvernements intéressés et régissant le service mobile aéronautique.

### Fréquence243MHz
Le choix de la fréquence 243 MHz a été faite par l'Organisation de l'aviation civile internationale en liaison avec ARINC et l'Union internationale des télécommunications à la suite de sa relation en sixième harmonique avec l’ancien canal d'urgence tactiques militaires sol-air 40,5 MHz, de l'ancienne bande aéronautique militaire VHF. De plus depuis la convention internationale des télécommunications de 1947 cette fréquence 243 MHz est en relation en deuxième harmonique avec le canal d'urgence 121,5 MHz.
La fréquence aéronautique d'urgence 243 MHz en modulation d'amplitude doit être utilisée pour la détresse et l'urgence en radiotéléphonie par les stations du service mobile aéronautique lorsqu'elles travaillent dans la bande comprise entre 235 MHz et 360 MHz. Normalement, les stations d'aéronef émettent les messages de détresse et d'urgence sur la fréquence de travail qu'elles utilisent au moment de l'incident. Cette fréquence peut être également utilisée par les stations militaires d'engins de sauvetage et par les radiobalises type militaire de localisation des sinistres. Les émissions autres que celle sur 243 MHz sont interdites dans la bande comprise entre 242,9 MHz et 243,1 MHz.

### Transport neutre ou sanitaire en zone de conflit

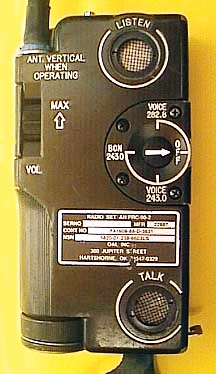
Émetteur-récepteur de radiocommunication avec les forces militaires

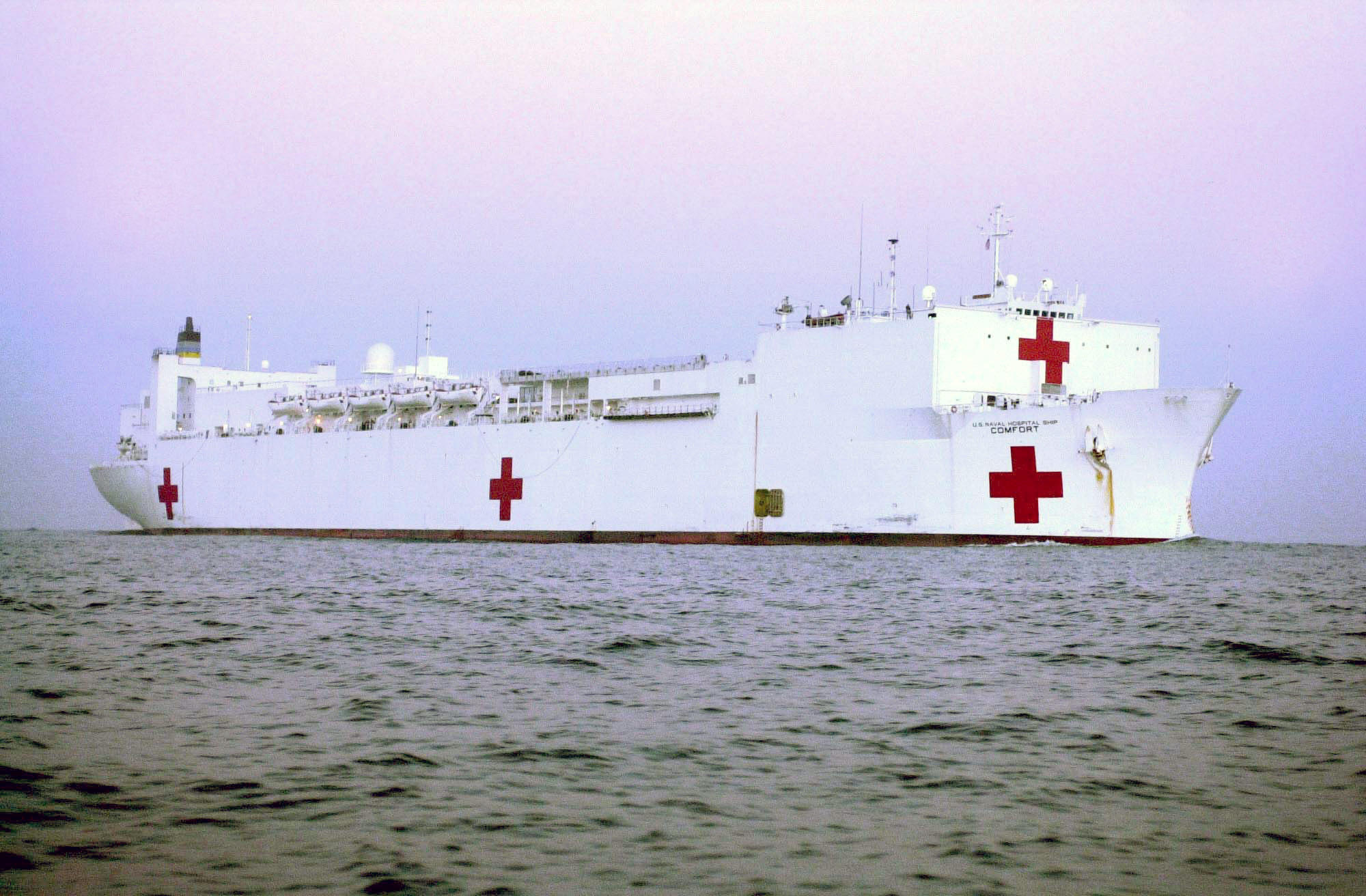
Navire-hôpital

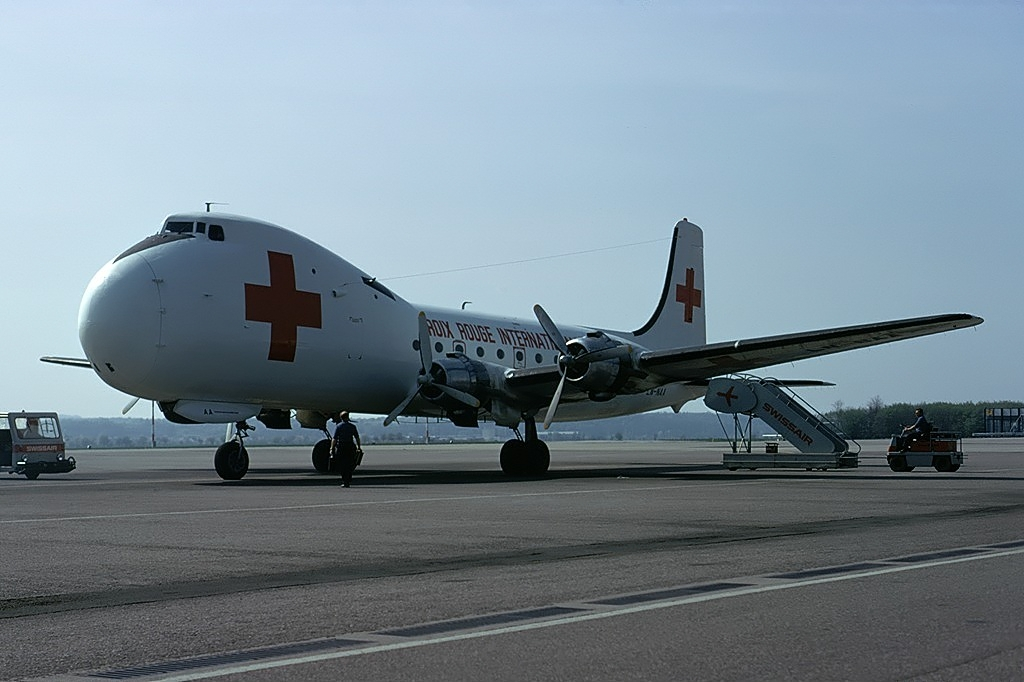
Avion Croix-Rouge

La nécessité d'utiliser les radiocommunications pour annoncer et identifier les transports sanitaires est apparue pendant la Seconde Guerre mondiale. En mer, plus de 45  navires-hôpitaux et 4 navires affrétés par le Comité international de la Croix-Rouge furent coulés ou endommagés par faits de guerre : l'absence de moyens d'identification efficaces fut la cause de la plupart des attaques en surface ou sous-marines. En 1943, un navire-hôpital attaqué par des avions s'efforça de se faire identifier par radio. La station côtière de Malte retransmit le message du navire sous forme d'appel à tous (CQ) sur les fréquences internationales de détresse 1 650 kHz et 500 kHz, mais les avions assaillants ne purent capter cette émission.
- Convention de Genève du CICR sur la radio[81] (dans une zone de combats, aux fins d'annonce et d'identification, pour les transports sanitaires et le navire ou l'aéronef placé sous la direction d'un État neutre à un conflit).

La fréquence de 243 MHz ne devrait pas être utilisée uniquement en cas de véritable urgence, c'est-à-dire dans des situations où l'ennemi est proche, ou quand des actions hostiles vont être entreprises de manière imminente. Toutefois, il est aussi clair qu'une fois le premier contact établi sur la fréquence d'urgence 243 MHz, les communications devraient être transférées le plus rapidement possible sur une des fréquences de travail qui sont en général attribuées par une force militaire, ou bien définies préalablement par les parties à un conflit, comme la fréquence 282,800 MHz.
- Transport sanitaire (aux fins d'annonce et d'identification de transports sanitaires, qui sont protégés, conformément aux conventions susmentionnées).

Le signal d'urgence PAN PAN doit être suivi par l'adjonction du seul mot MAY-DEE-CAL, prononcé comme le mot français «médical», en radiotéléphonie. La fréquence de 243 MHz devrait être utilisée uniquement en cas de véritable urgence.
L'expression «transports sanitaires», définie dans les Conventions de Genève de 1949 et les Protocoles additionnels, recouvre tout moyen de transport, par terre, par eau ou par air, militaire ou civil, permanent ou temporaire, affecté exclusivement au transport sanitaire placé sous la direction d'une autorité compétente d'une partie à un conflit ou d'États neutres et d'autres États non parties à un conflit armé, lorsque ces navires, ces embarcations et ces aéronefs portent secours aux blessés, aux malades et aux naufragés.
- Transport neutre[83] (dans une zone de combats, aux fins d'annonce et d'identification, le navire ou l'aéronef placé sous la direction d'un État neutre à un conflit).

Le capitaine du navire ou de l'aéronef doit faire transmettre les signaux d'urgence : d'un seul groupe PAN PAN suivie par l'adjonction du seul groupe NEUTRAL en radiotéléphonie sur la fréquence de 243 MHz et ne devrait être utilisée uniquement en cas de véritable urgence.

## Radiobalises

### Principe
Les radiobalises de bord sont aussi désignées par le terme ELT (Emergency Locator Transmitters). Elles émettent sur :
- 406 MHz à 406,1 MHz (pour la signalisation et le repérage par satellite Cospas-Sarsat) et 121,500 MHz[85] ;
- 243,000 MHz, version militaire.

L'émission sur les fréquences 121,500 MHz, 243,000 MHz, nécessite un repérage radiogoniométrique par les équipes de recherche au sol. Depuis le 1er février 2009, les satellites Cospas-Sarsat ne localisent plus les émissions sur les fréquences 121,500 MHz et 243,000 MHz.
Elles peuvent se mettre automatiquement en fonctionnement à la suite d'un choc violent ou lorsqu’elles flottent sur la mer. Elles peuvent aussi être mises en marche manuellement.
Certaines balises sont équipées d'un récepteur GPS, ce qui permet de transmettre la position de la balise dans le signal de détresse.

### Spécifications techniques

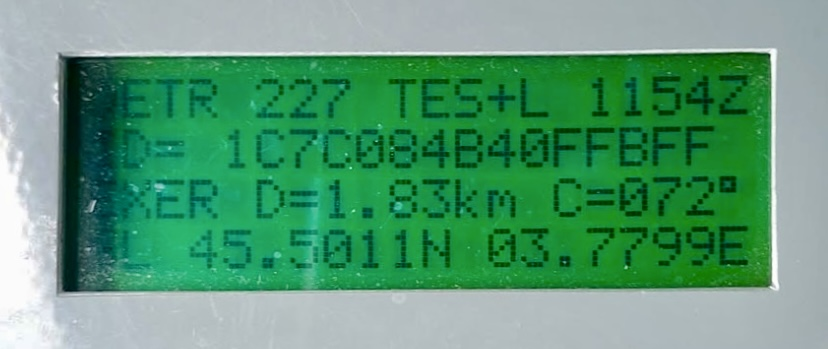
Décodeur d'une balise de détresse bande 406 MHz.

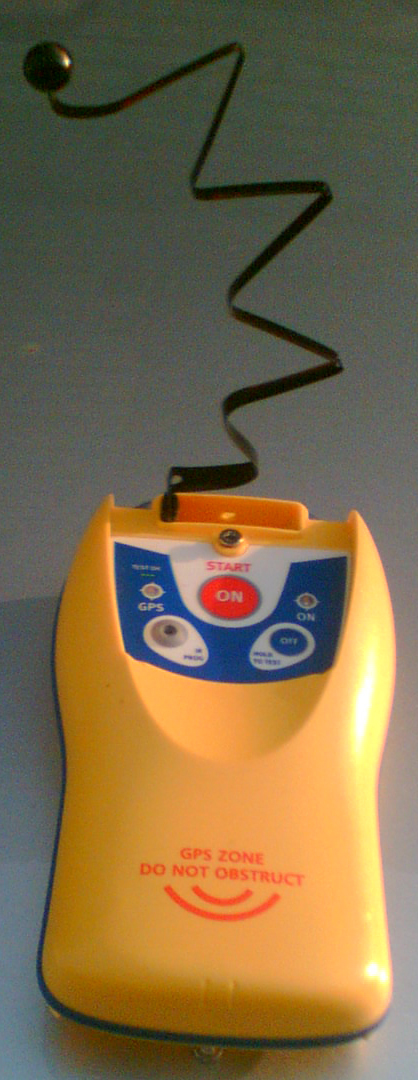
Radiobalise de localisation des sinistres (RLS) EPIRB

Une radiobalise a une puissance comprise entre 3 W et 7 W à une fréquence entre 406 MHz à 406,1 MHz, en transmission numérique codée du MMSI d'une durée de 440 ms tous les 50 s pour le repérage par satellite Cospas-Sarsat.
Une radiobalise a une puissance comprise entre 20 mW et 350 mW sur 121,5 MHz. L'autonomie en émission est de 100 h à +20 °C et de 40 h à -40 °C. La modulation d'amplitude émise correspond à un balayage de plus de 700 Hz dans une plage entre 300 Hz et 1 600 Hz, et servira au radioguidage des moyens de secours, une fois ces derniers arrivés sur les lieux du sinistre.

### Recherche des radiobalises
La recherche radiogoniométrique de radiobalise de localisation des sinistres (RLS) est effectuée sur 121,500 MHz et 243,000 MHz.
En France, les radioamateurs réunis au sein des ADRASEC participent aux missions de recherche des radiobalises. Ces activités ont lieu dans le cadre du plan SATER (sauvetage aéroterrestre) qui est un plan de secours, mis en place au niveau départemental, ayant pour objectif la recherche terrestre et la localisation précise d'aéronefs civils ou militaires en détresse et de ses occupants.
En mer, les vedettes hauturières, les avions de patrouille et de surveillance maritimes sont équipés sur la fréquence 121,5 MHz, d'un radiogoniomètre de repérage d'urgence.

### Montre d’urgence

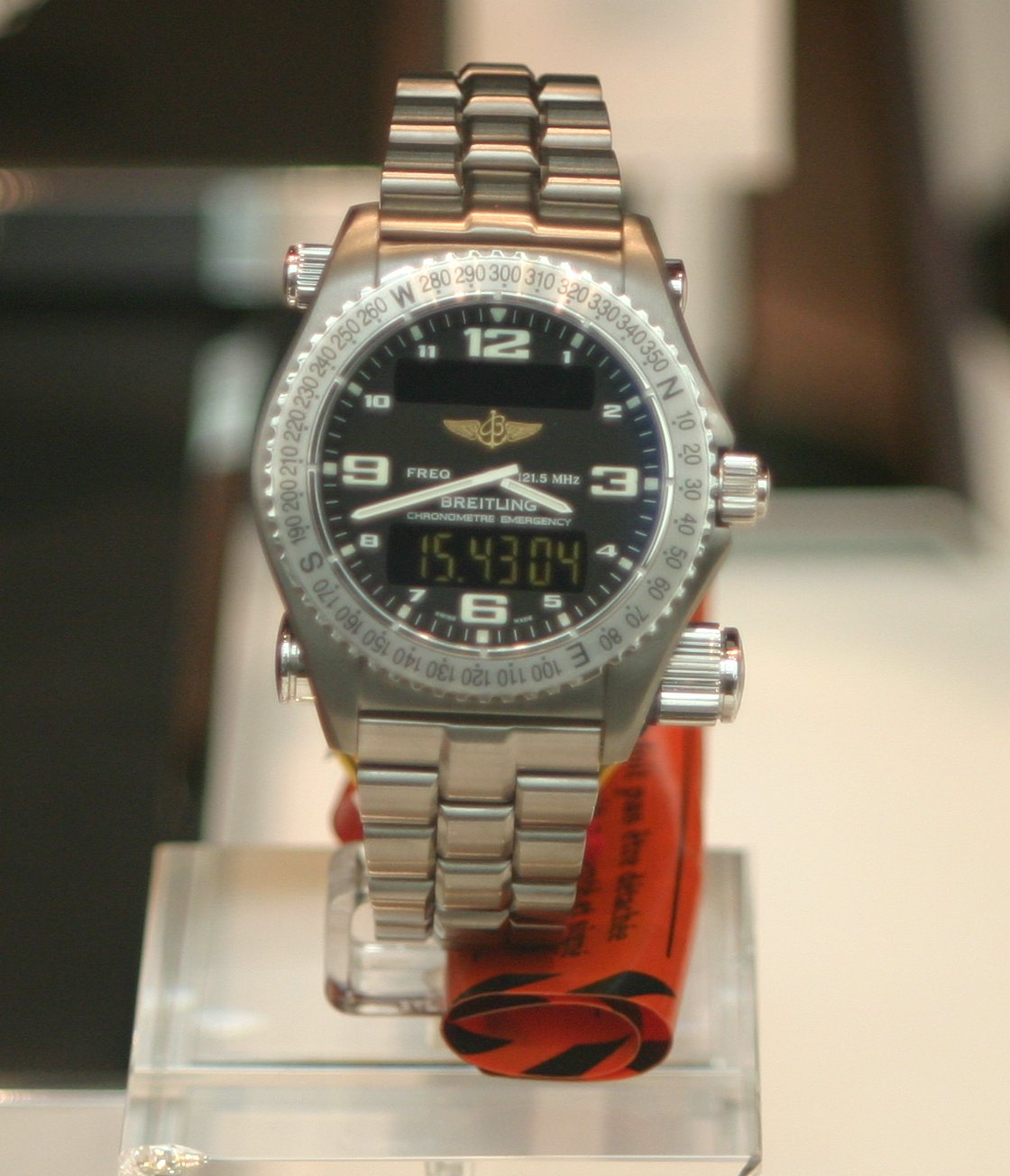
Chronographe Breitling Emergency

Les modèles de montres Chronographe Breitling Emergency comportent un radio-émetteur miniaturisé réglé sur les fréquences d’urgence et de détresse de 121,5 MHz (version civile) ou de 243 MHz (version militaire), pouvant être activé en cas de détresse aéronautique, comme lors d'un atterrissage de détresse. Le signal peut alors être détecté dans une zone de 167 km par un avion volant à 6 000 m d'altitude. Cette gamme de montres peut être achetée par des personnes sans licence de pilote mais elles doivent signer une clause indiquant qu'elles devront supporter les frais de recherche et sauvetage en cas de déclenchement injustifié de l'émetteur. Cette fréquence de 121,5 MHz servira au radioguidage des moyens de secours, une fois ces derniers arrivés sur les lieux du sinistre.

## Dispositif de mesure de distance

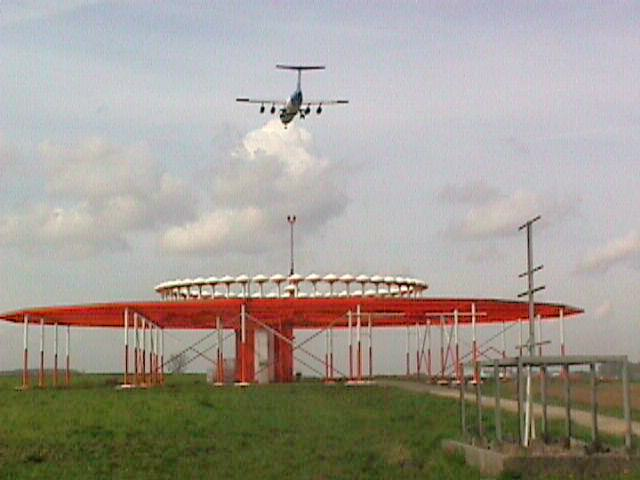
Dispositif d'antenne VOR DME permettant à un pilote d’avion de connaître sa distance vis-à-vis de balises au sol.

La bande de fréquence 960-1164 MHz est réservée aux systèmes dénommés distance measuring equipment (DME) : l’avion émet un signal à la fréquence de la balise renseignée par le pilote et la balise renvoie un signal sur une fréquence de réponse avec un retard fixe et précis, ce qui permet à l’équipement de l’avion de calculer le temps de propagation des deux signaux et donc la distance à la balise.

## Surveillance diffusion automatisé
L'Automatic dependent surveillance-broadcast (ADS-B) est un système de surveillance coopératif pour le contrôle du trafic aérien et d'autres applications connexes. Un avion équipé de l'ADS-B détermine sa position par un système de positionnement par satellite (GNSS) et envoie périodiquement cette position et d'autres informations aux stations sol et aux autres appareils équipés de l'ADS-B évoluant dans la zone. Les liaisons de données de type universal access transceiver (UAT) à 978 MHz, aussi utilisés pour l’ADS-B, et les transpondeurs de multilatération (MLAT/WAM) pour la surveillance des mouvements au sol et des approches.

## Transpondeur

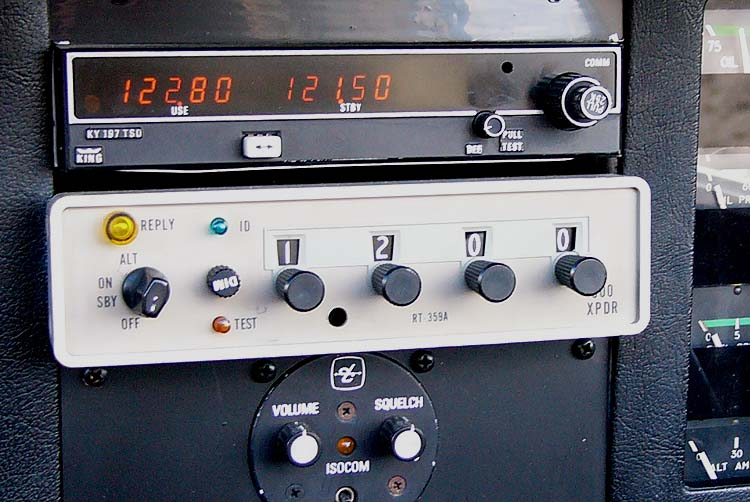
Émetteur-récepteur de radiocommunication d'une station aéronautique sur un transpondeur

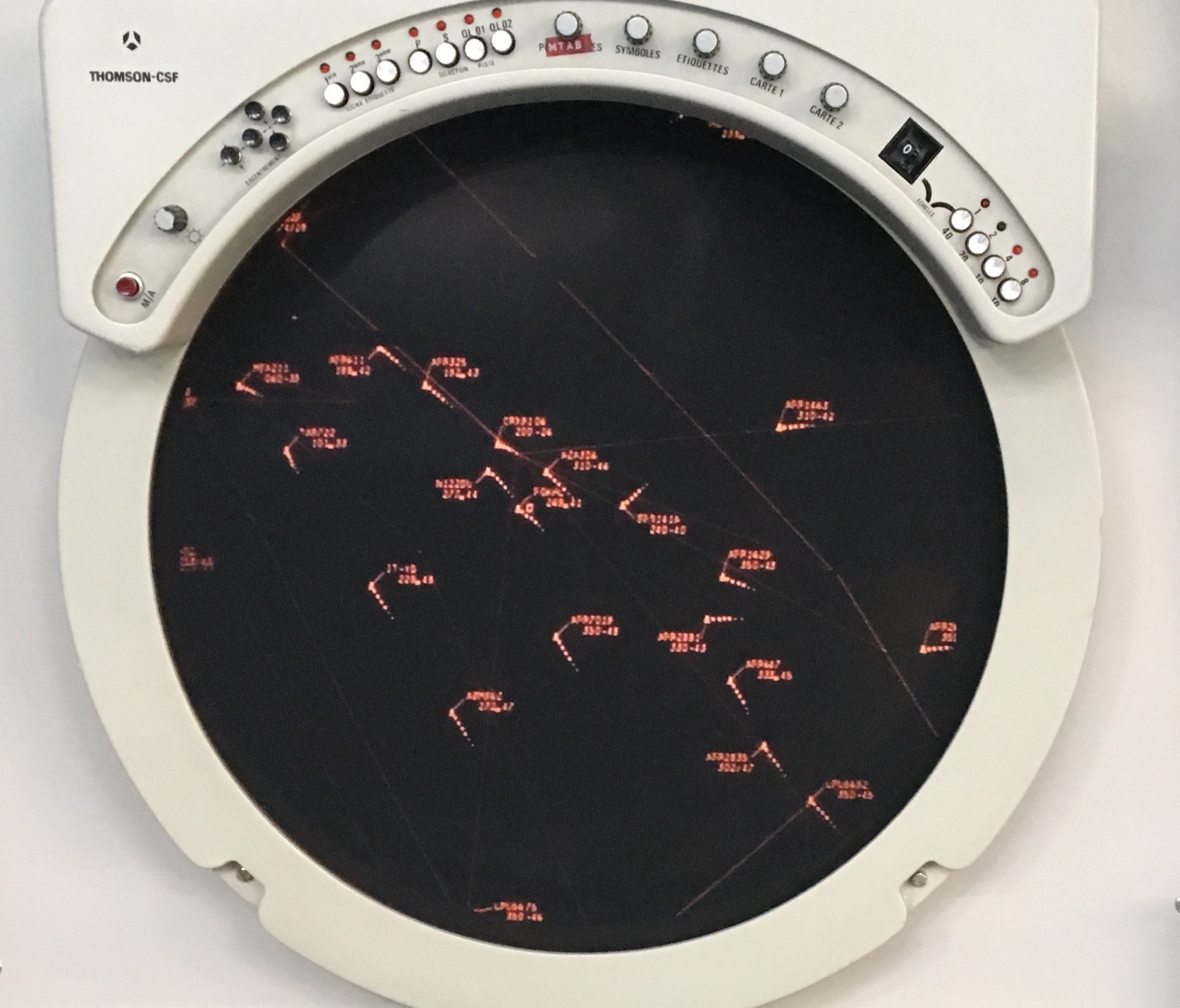
Image radar des transpondeurs

Les avions possèdent des transpondeurs (émetteur–répondeur) pour aider à leur identification par les radars. Le transpondeur travaille dans le système octal. Les cadrans des transpondeurs vont de zéro à sept inclus. Le plus petit code possible est 0000 et le plus élevé est 7777. Il y a 4096 combinaisons possibles,. En France le code 7000 est utilisé par défaut pour les avions en VFR lorsqu'aucun autre code n'a été attribué. À la demande du contrôleur aérien, l'aviateur doit changer ce code.
Le radar secondaire du contrôle aérien émet un signal d'interrogation constitué d'une impulsion codée sur la fréquence 1 030 MHz à laquelle le transpondeur répond par une autre impulsion codée sur la fréquence de 1 090 MHz. La réponse décodée apparaît sur l'écran radar au sol sous forme d'un plot, accompagné du code octal à quatre chiffres de l'aéronef.
Le code transpondeur 7600 est utilisé dès que l'aviateur constate une panne du matériel radioélectrique durant le vol (et l'écran radar au sol avertit le contrôleur aérien de l'emplacement d'un avion en panne radio).

## Téléphonie aéronautique

### Système ClassicAero
Le Système ClassicAero du réseau Inmarsat International maritime satellite fournit des services de téléphonie et de données bas débit ,.

Un canal est utilisé pour l'enregistrement du terminal au réseau satellite.
Les autres canaux peuvent être utilisés au choix pour passer un appel voix, ou pour transmettre des données à bas débit, la plupart du temps pour le système ACARS, lorsque l'avion est hors de portée du réseau VHF.

C'est le système qui est utilisé par la plupart des téléphones qui sont disponibles en cabine dans les avions de ligne.

Un canal prioritaire est pour les communications d'urgence du cockpit.

Le système se décline en plusieurs types selon l'installation (principalement par le type d'antenne) :
L'identifiant d'un terminal ClassicAero est directement dérivé de l'immatriculation de l'avion en système octal. Le numéro de téléphone permettant de joindre un terminal ClassicAero est également directement dérivé de cet identifiant. Ainsi il est possible d'appeler tout avion équipé d'un système ClassicAero en composant le numéro : +870 5 + le code OACI en système octal.

### LDACS
Système de communications aéronautiques fonctionnant dans la bande L (environ 1 GHz), le LDACS (« L-band Digital Aeronautical Communication System ») est un système terrestre à large bande avec une couverture en visibilité directe destiné à fonctionner le long de VDL2 pour des services nouveaux et plus exigeants. LDACS est une technologie de type «4G», avec une configuration duplex à division de fréquence (FDD) utilisant des techniques de modulation de multiplexage par répartition orthogonale de la fréquence (OFDM), un contrôle d'accès basé sur la réservation et des protocoles réseau avancés. (évitant la saturation de la bande VHF aéronautique). 

## Inter-pilotes
Fréquence 123,45 MHz

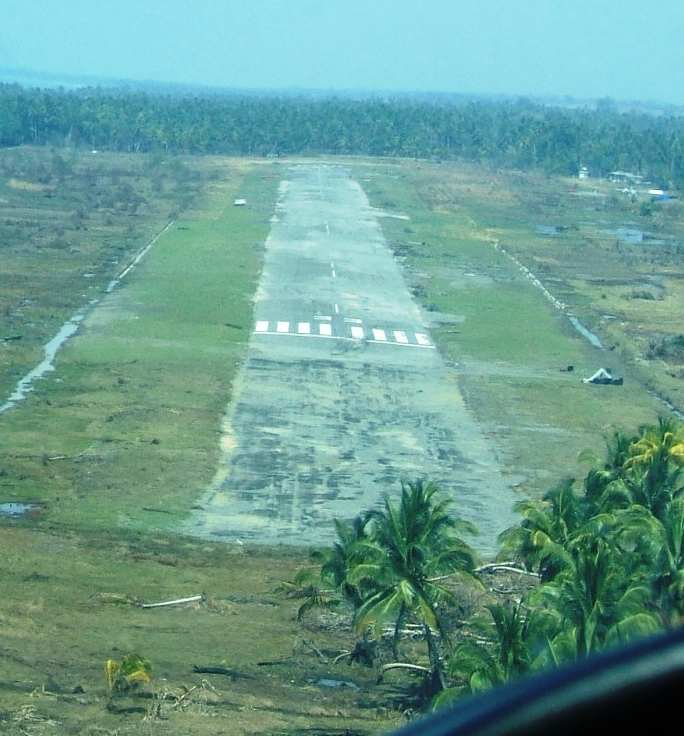
Aérodromes secondaires, fréquence auto-informations 123.5 MHz (sans tour de contrôle).

La fréquence 123,450 MHz est une fréquence pour des communications air-air inter-pilotes lors de vols en formation par exemple. La fréquence 123,450 MHz de radiocommunication VHF air-air est aussi désignée pour permettre aux aéronefs en vol au-dessus de zones éloignées et océaniques, hors de portée des stations VHF au sol, d’échanger l’information opérationnelle nécessaire et pour faciliter la solution des problèmes opérationnels ,.
Les aéronefs survolant l'Océan Atlantique hors de portée des stations VHF au sol sont en écoute radio sur les fréquences mondiales de 123,450 MHz et de 121,500 MHz  , .
Au Canada, la fréquence réservée pour cet usage est 122,750 MHz.
Auto-info
La procédure d’auto-info consiste à diffuser systématiquement ou périodiquement des messages de position permettant d’orienter la surveillance du ciel et de faciliter les évitements entre aéronef en vol à vue dans un même secteur dépourvu d'une fréquence affectée.
En dessous de 500 pieds au-dessus de la surface, l’auto-info s’effectue dans tous les secteurs sur la fréquence VHF commune 123,500 MHz à l’exception des secteurs ou des zones d’aérodromes pour lesquels une fréquence VHF particulière est affectée.
La fréquence 123,500 MHz est utilisée sur de nombreux petits terrains qui n'ont pas de fréquence propre attitrée (ce sont toujours des aérodromes en auto-information). Comme cette même fréquence peut potentiellement être utilisée par plusieurs aéronefs sur plusieurs terrains, il est alors primordial de bien faire précéder l'indicatif de l'avion par celui du terrain.

## L'écoute aéronautique

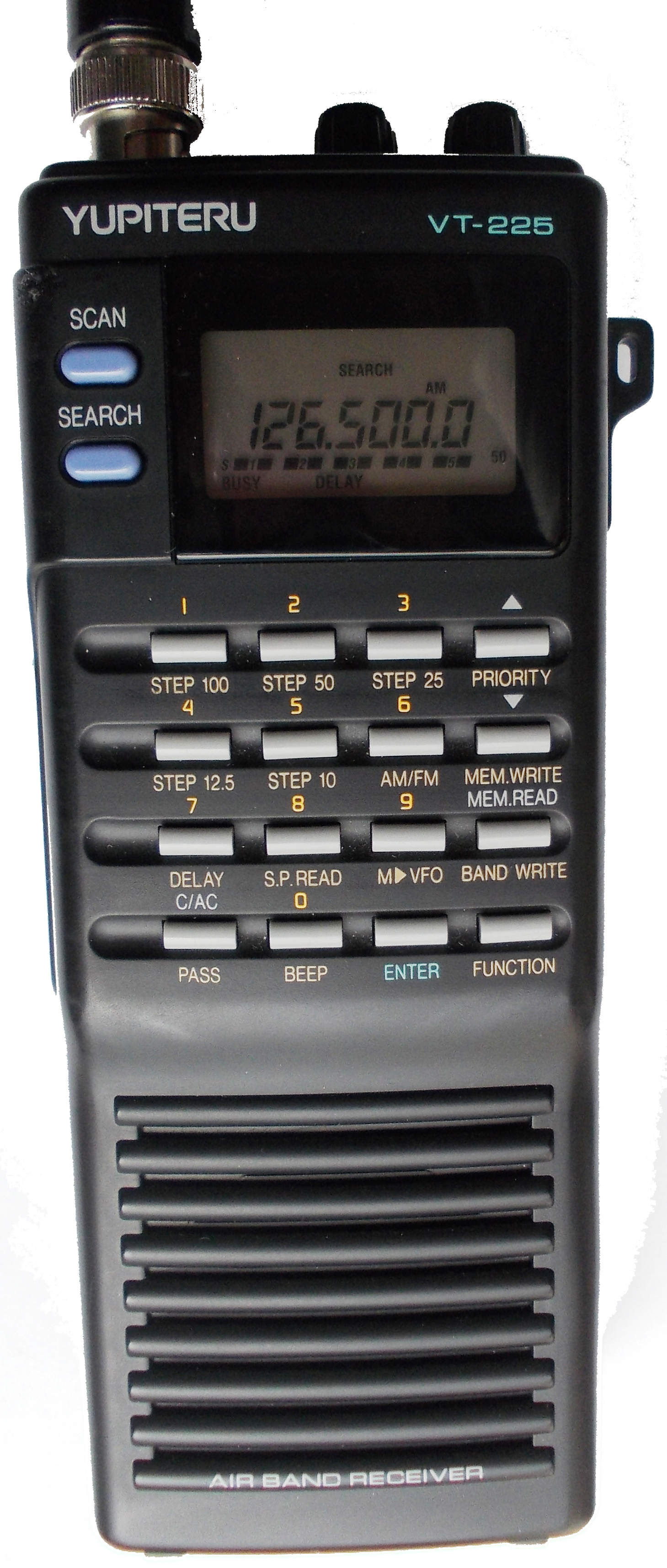
L'écoute de la météo aéronautique sur l'ATIS de Paris Orly avec un récepteur bande aéronautique.

Des radio-écouteurs ou SWL sont des passionnés écoutant les transmissions par ondes radioélectriques au moyen d'un récepteur radio approprié et d'une antenne dédiée aux bandes aéronautiques qu'ils désirent écouter : 
- La météo en vol.
- La météo sur les pistes et au-dessus des pistes.
- Le contrôle du trafic aérien divers.
- Vol de présentation aéronautique (sur des salons aéronautiques et autres).
- Manifestations aéronautiques.
- Contrôle d'espace aérien centres en route de la navigation aérienne en VHF et HF.
- Contrôle sol (GND pour Ground ou sol) (pour la circulation des appareils au sol et des véhicules sur les pistes) sans et avec brouillard.
- Une tour de contrôle d'aérodrome (TWR pour Tower ou tour de contrôle).
- Un centre de contrôle d'approche (APP) circulation aérienne aux abords d'un aérodrome.

Le 6 juin 1928 le radio-écouteur russe Nikolai Reinhold entend le SOS des survivants du dirigeable Italia et alerte les secours par ces écoutes.
Les radio-écouteurs recevant les bandes aéronautiques doivent respecter des obligations :
- la détention de récepteurs autorisés par la loi, la plupart des récepteurs aéronautique sont en principe soumis à une autorisation[103],[104] mais néanmoins tolérés et en vente libre en Europe ;
- la confidentialité des communications: de par la loi, il a interdiction de divulguer le contenu des conversations entendues excepté en Radiodiffusion, (ceci étant valable pour la plupart des utilisateurs de systèmes radio)[105].